# 森ノ宮駅
森ノ宮駅（もりのみやえき）は、大阪府大阪市中央区森ノ宮中央一丁目にある、西日本旅客鉄道（JR西日本）・大阪市高速電気軌道 (Osaka Metro) の駅である。
JR西日本の大阪環状線と、Osaka Metroの中央線・長堀鶴見緑地線の合計2社3路線が乗り入れている。JRの駅は特定都区市内制度における「大阪市内」に属する。JR西日本の駅番号はJR-O06。Osaka Metroの駅番号は中央線がC19、長堀鶴見緑地線がN20。JR西日本の駅シンボルフラワーは「パンジー」である。

## 歴史

### JR西日本

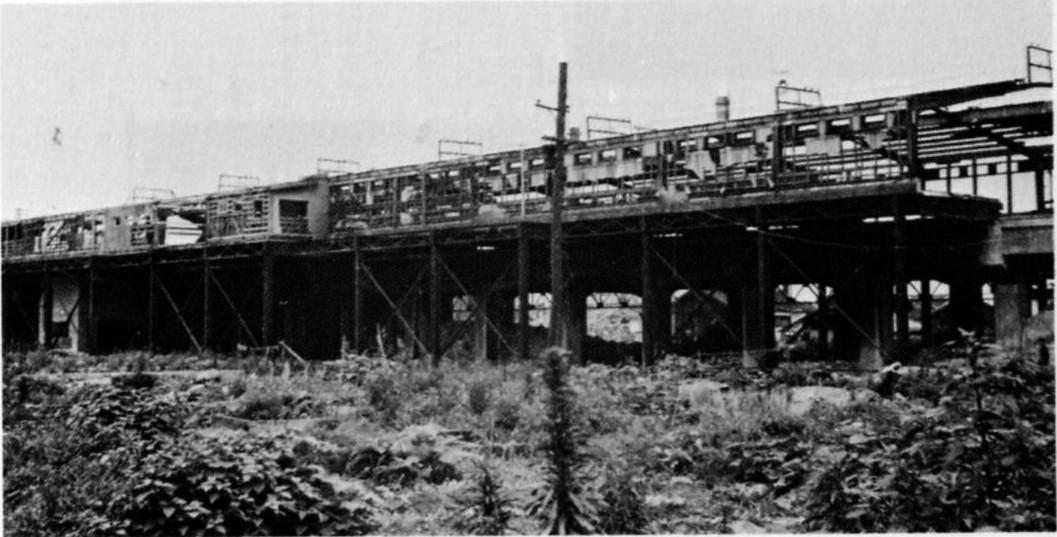
空襲被害 遠景

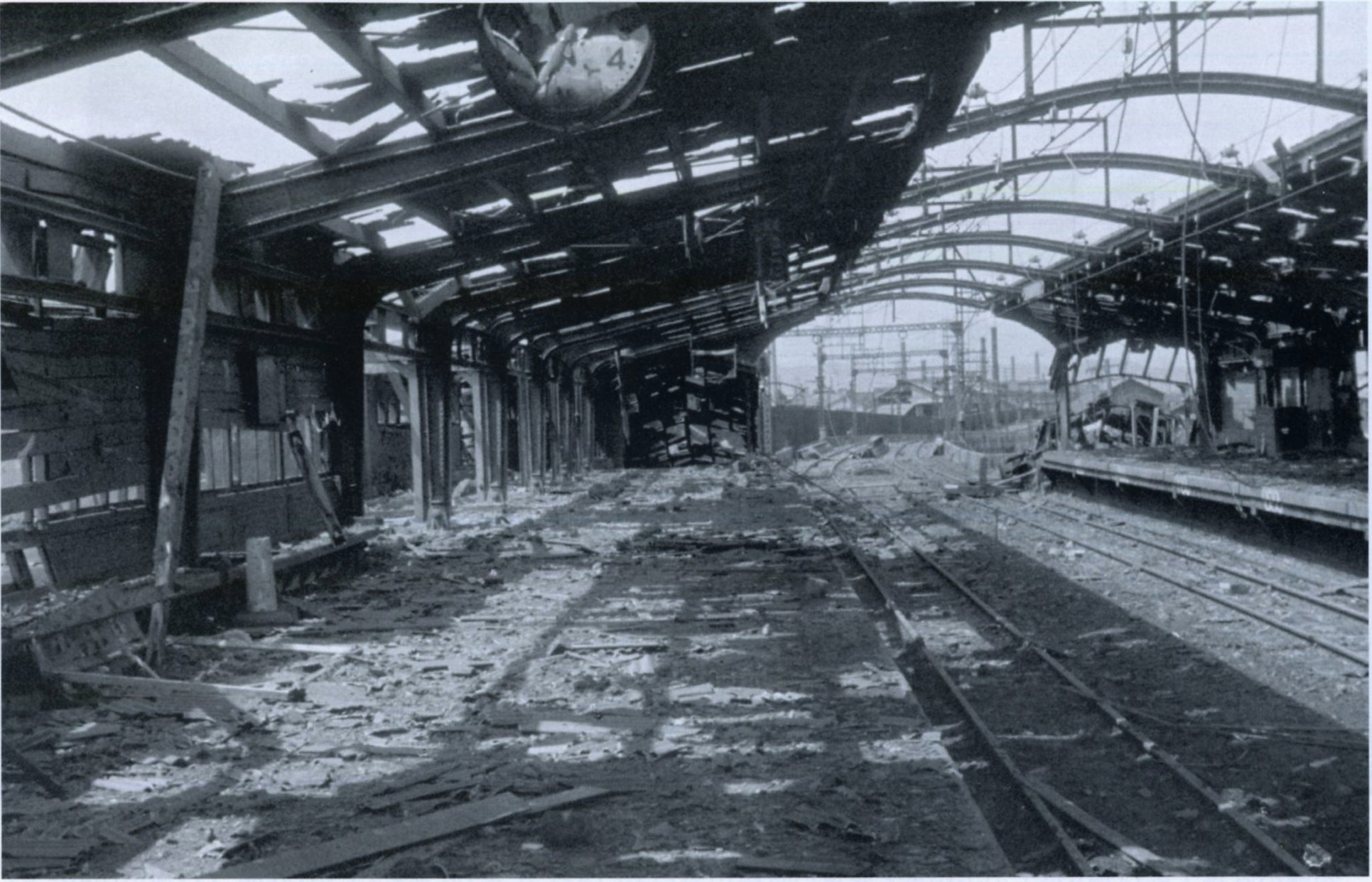
空襲被害 ホーム

- 1932年（昭和7年）4月21日：鉄道省城東線（現在の大阪環状線）の玉造駅 - 猫間信号場（1961年廃止）間に新設開業[1][注 1]。旅客および荷物の取り扱いを開始[2]。
- 1945年（昭和20年）7月24日：第7回大阪大空襲で爆撃を受け、駅舎が半壊[1]。当駅 - 天王寺駅間の電車運行が一時不通となる。
- 1961年（昭和36年）4月25日：城東線が大阪環状線の一部となり、当駅もその所属駅となる[1]。
- 1964年（昭和39年）7月1日：荷物扱い廃止[2]。
- 1987年（昭和62年）4月1日：国鉄分割民営化により、西日本旅客鉄道（JR西日本）の駅となる[2]。
- 1997年（平成9年）10月25日：自動改札機を設置し、供用開始[3]。
- 2003年（平成15年）11月1日：ICカード「ICOCA」の利用が可能となる[4]。
- 2009年（平成21年）10月4日：大阪環状・大和路線運行管理システム導入。
- 2013年（平成25年）3月1日：商業施設「ビエラ森ノ宮」開業。同時に南口を開設。
- 2014年（平成26年）3月15日：大阪環状線改造プロジェクトの一環で、「森のくまさん」を発車メロディとして導入。
- 2015年（平成27年）5月29日：大阪環状線改造プロジェクトの一環で駅舎を改装[5]。外壁の緑化[5]、外回り線ホームの北端に大阪城天守閣を望める城見エリアを開設[6]。
- 2018年（平成30年）3月17日：駅ナンバリングが導入される。
- 2022年（令和4年）
  - 9月24日：みどりの窓口の営業を終了[7]。
  - 9月25日：みどりの券売機プラス稼働開始[7]。

### 大阪市高速電気軌道 (Osaka Metro)
- 1967年（昭和42年）9月30日：大阪市営地下鉄4号線（現在の中央線）谷町四丁目駅 - 森ノ宮駅間開通により同線の駅が開業。当初は終着駅だった。
- 1968年（昭和43年）7月29日：大阪市営地下鉄4号線が当駅から深江橋駅まで延伸、途中駅となる。
- 1996年（平成8年）12月11日：大阪市営地下鉄長堀鶴見緑地線の心斎橋駅 - 京橋駅間延伸により、同線への乗換駅となる[8]。
- 2010年（平成22年）11月8日：長堀鶴見緑地線ホームで可動式ホーム柵の使用を開始。
- 2011年（平成23年）2月12日：不発弾処理のため、西改札やそれにつながる出口を閉鎖する。
- 2018年（平成30年）4月1日：大阪市交通局の民営化により、中央線と長堀鶴見緑地線の駅は大阪市高速電気軌道 (Osaka Metro) の駅となる。
- 2022年（令和4年）4月7日：駅のリニューアルが発表された。デザインコンセプトは「フォレスト」。コンコースにこれまで使用されていた御堂筋線のシャンデリアなどの歴史的価値のあるものを展示するスペースが設けられる[9]。
- 2024年（令和6年）3月9日：中央線ホームで可動式ホーム柵の使用を開始[10]。
- 2025年（令和7年）4月11日[11]：駅のリニューアルと「Osaka Metroの歴史と未来をテーマとしたギャラリー」が完成[12]。

## JR西日本
相対式ホーム2面2線を有する高架駅。ホーム有効長は8両編成。1階に改札とコンコース、2階にホームがある。開業以来、京橋寄りの北口のみに改札口があったが、2013年3月1日のビエラ森ノ宮の開業と共に南口が玉造寄りに新設された。
当駅自体は分岐器や絶対信号機がない停留所に分類される。北隣の大阪城公園駅に隣接して吹田総合車両所森ノ宮支所があるため、過去には当駅を終着とする内回り列車も設定されていた。しかし、当駅から車庫に直接入ることができないため、当駅止りとなる内回り列車は当駅 - 京橋駅間を回送列車として運転していた。
鶴橋駅が管理している直営駅である。ICカード乗車券「ICOCA」を利用することができる（相互利用可能ICカードはICOCAの項を参照）。
2015年に、JR西日本が手掛ける「大阪環状線改造プロジェクト」の一環として駅改良工事が行われた。ホームの空きスペースをコミュニケーションスペースとして有効活用、北口の外壁緑化、床の一部木目化、ホームから大阪城を眺望できる「城見エリア」の導入など、後述の発車メロディと同様に「森」を空間構成として行っている。これらの工事は、2015年5月29日にすべて完成した。

### のりば
| のりば | 路線       | 方向   | 行先             |
| ------ | ---------- | ------ | ---------------- |
| 1      | 大阪環状線 | 内回り | 京橋・大阪方面   |
| 2      | 大阪環状線 | 外回り | 鶴橋・天王寺方面 |

長らくのりば番号が存在しなかったが、2006年9月中にのりば番号が付与された。

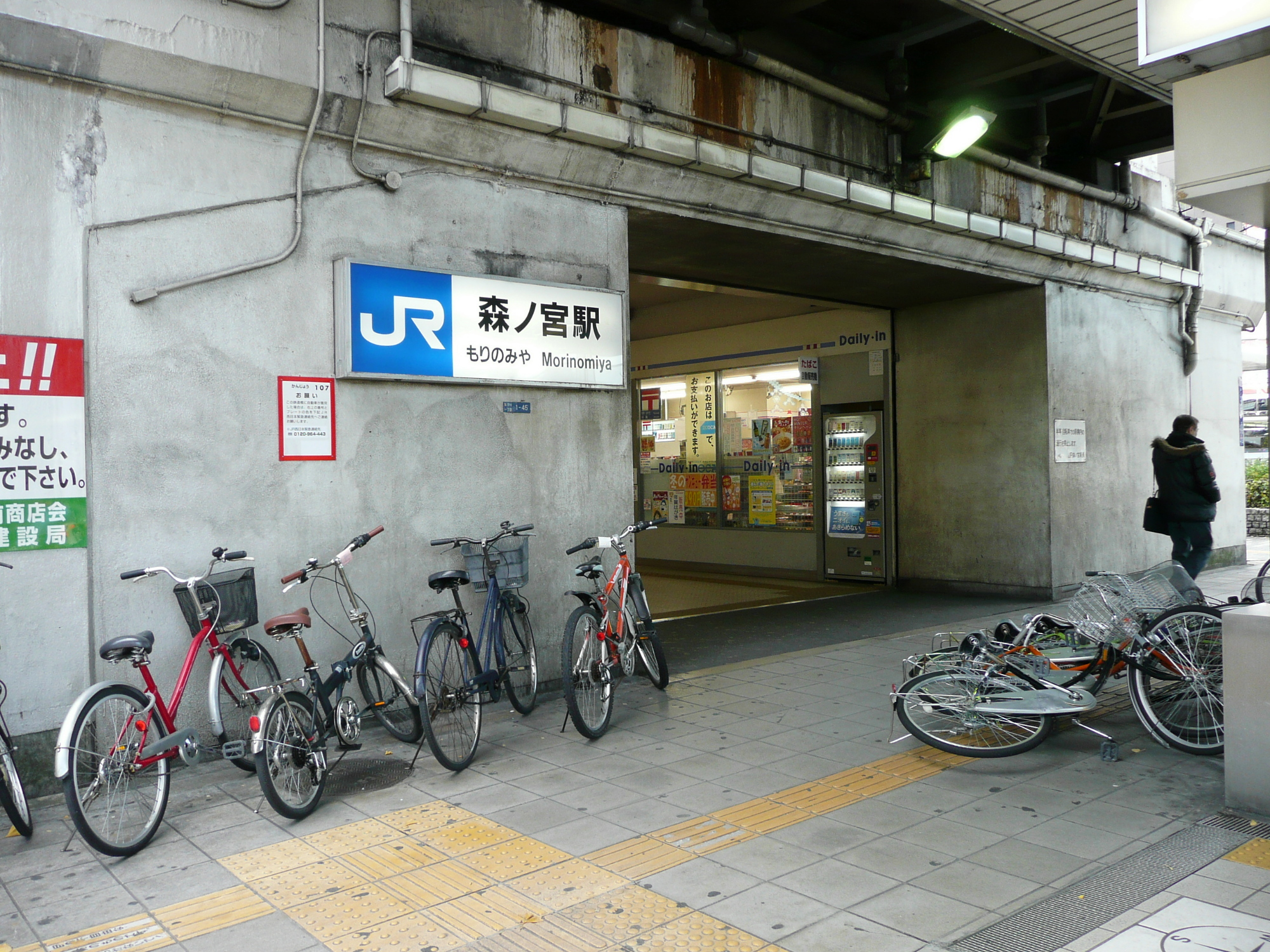
北口（ガード下・改装前〈2008年1月〉）
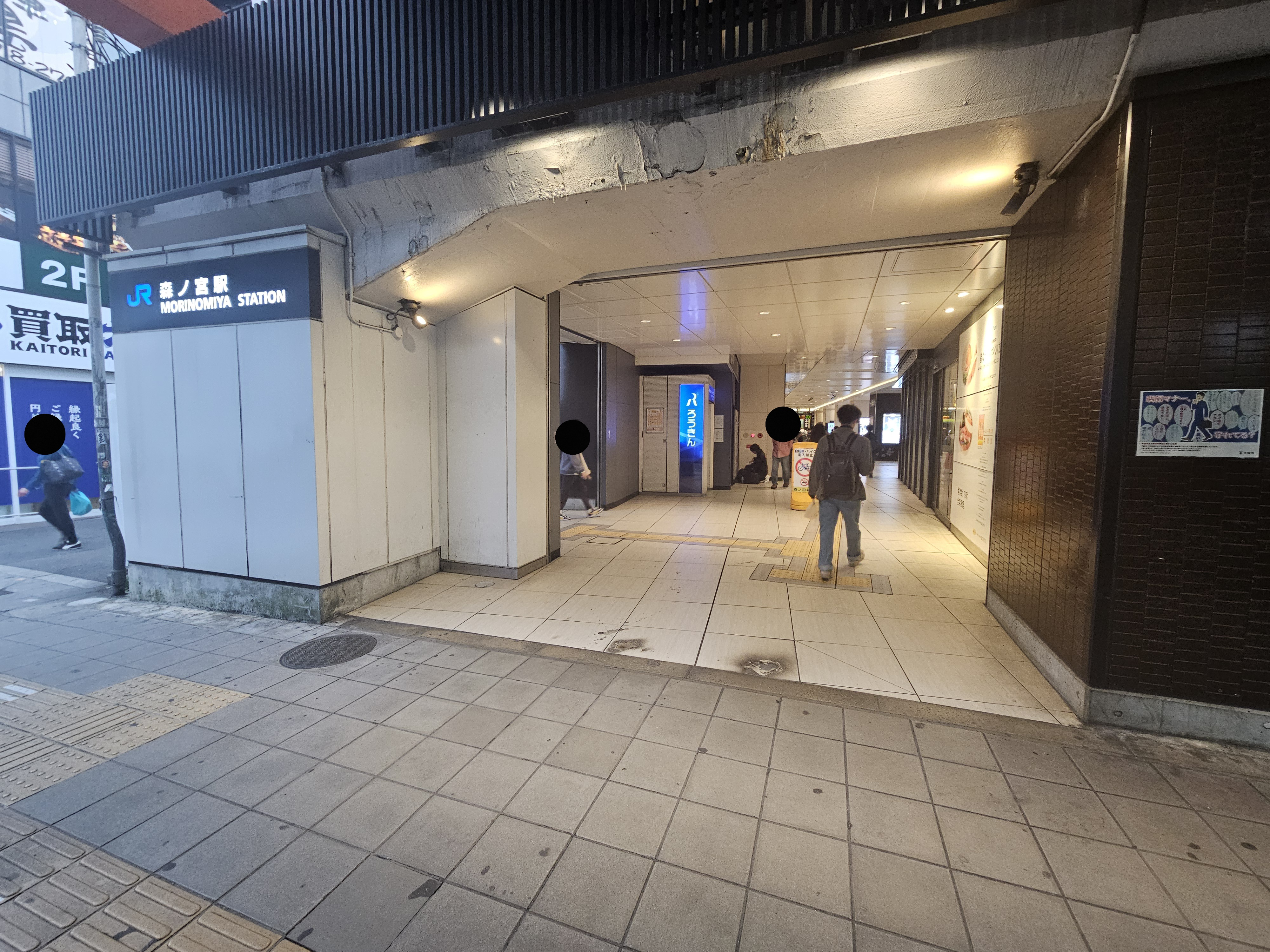
北口（ガード下・改装後〈2025年4月〉）
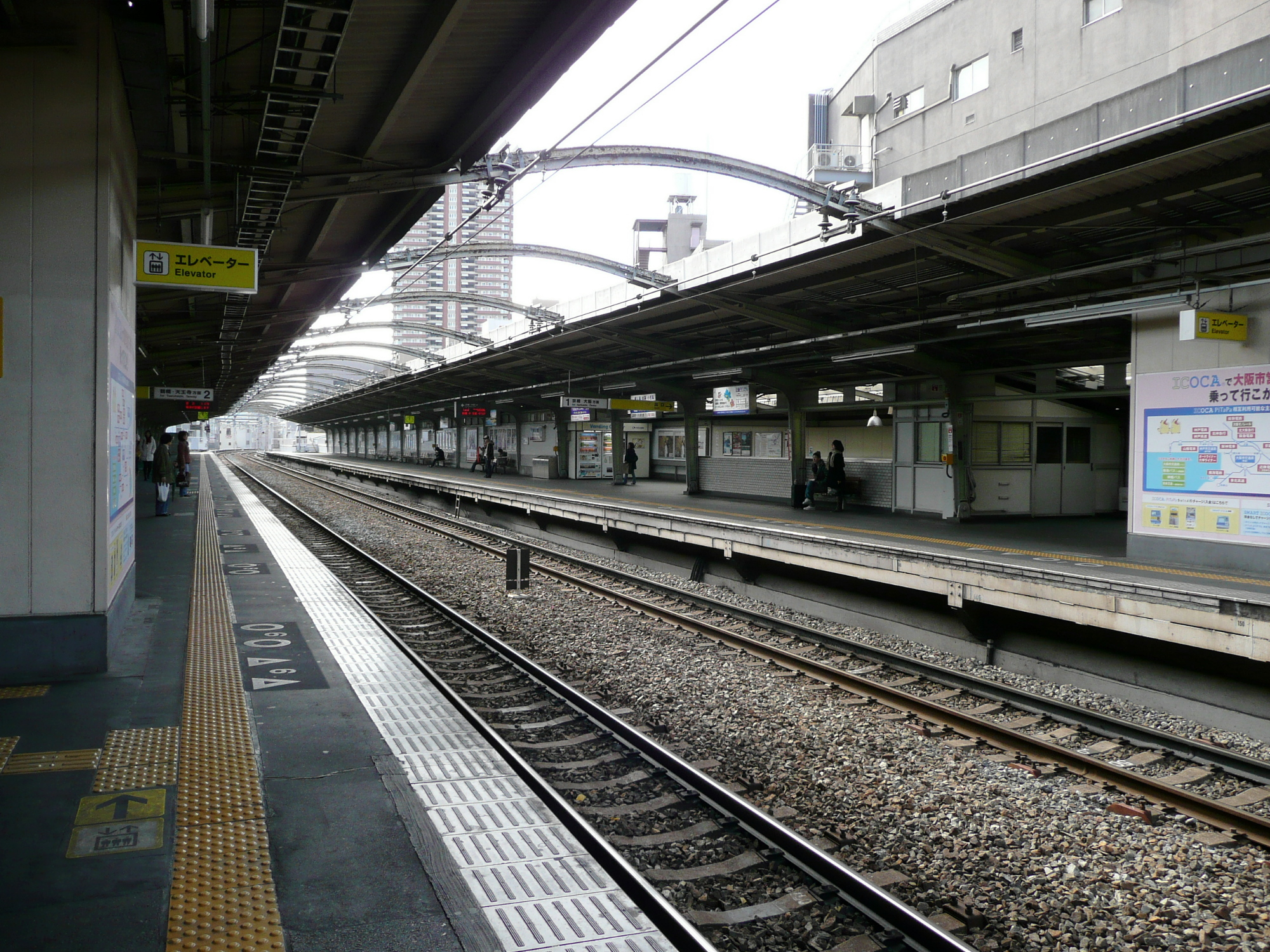
ホーム（改装前〈2008年1月〉）
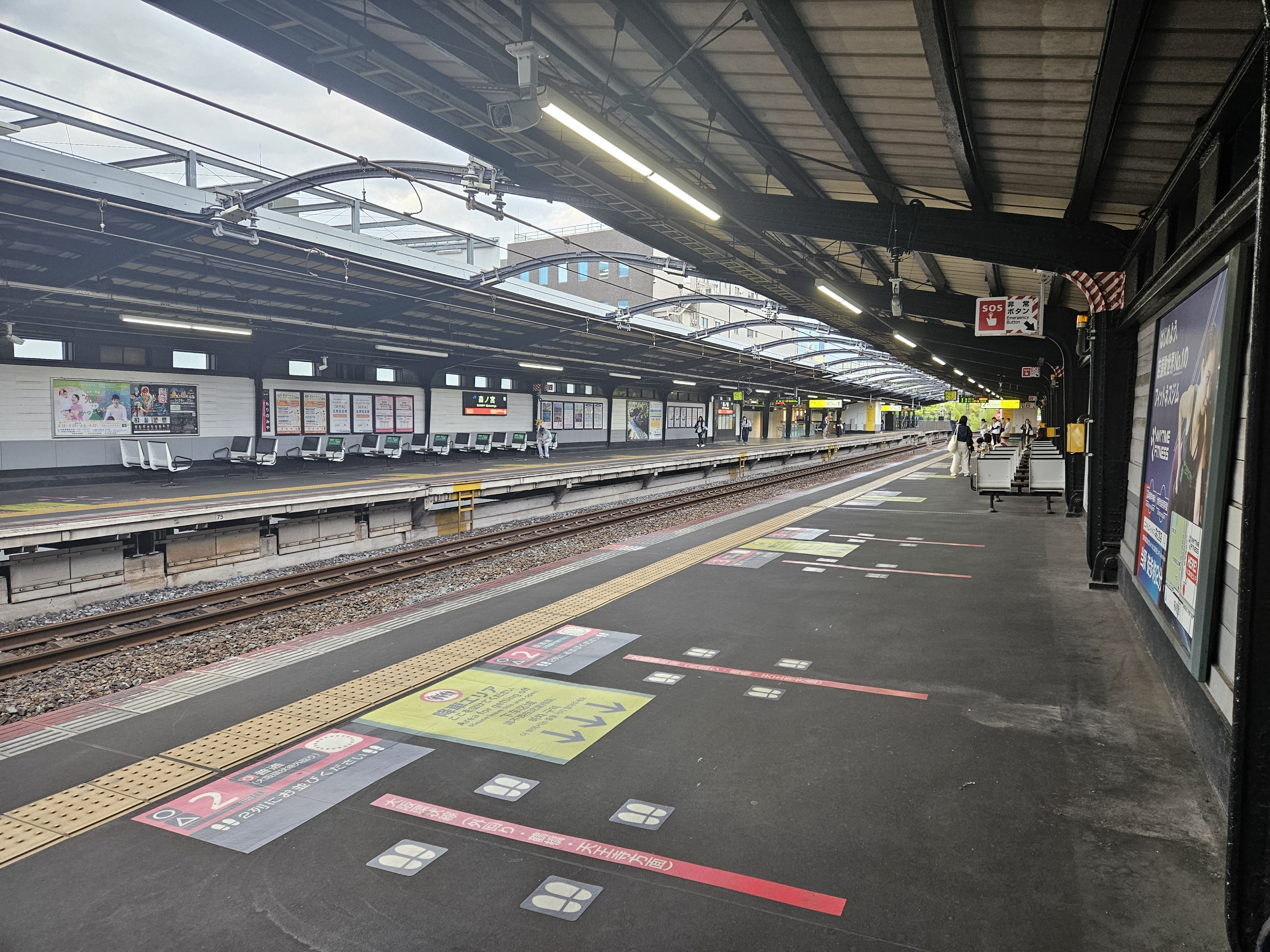
ホーム（改装後〈2025年4月〉）
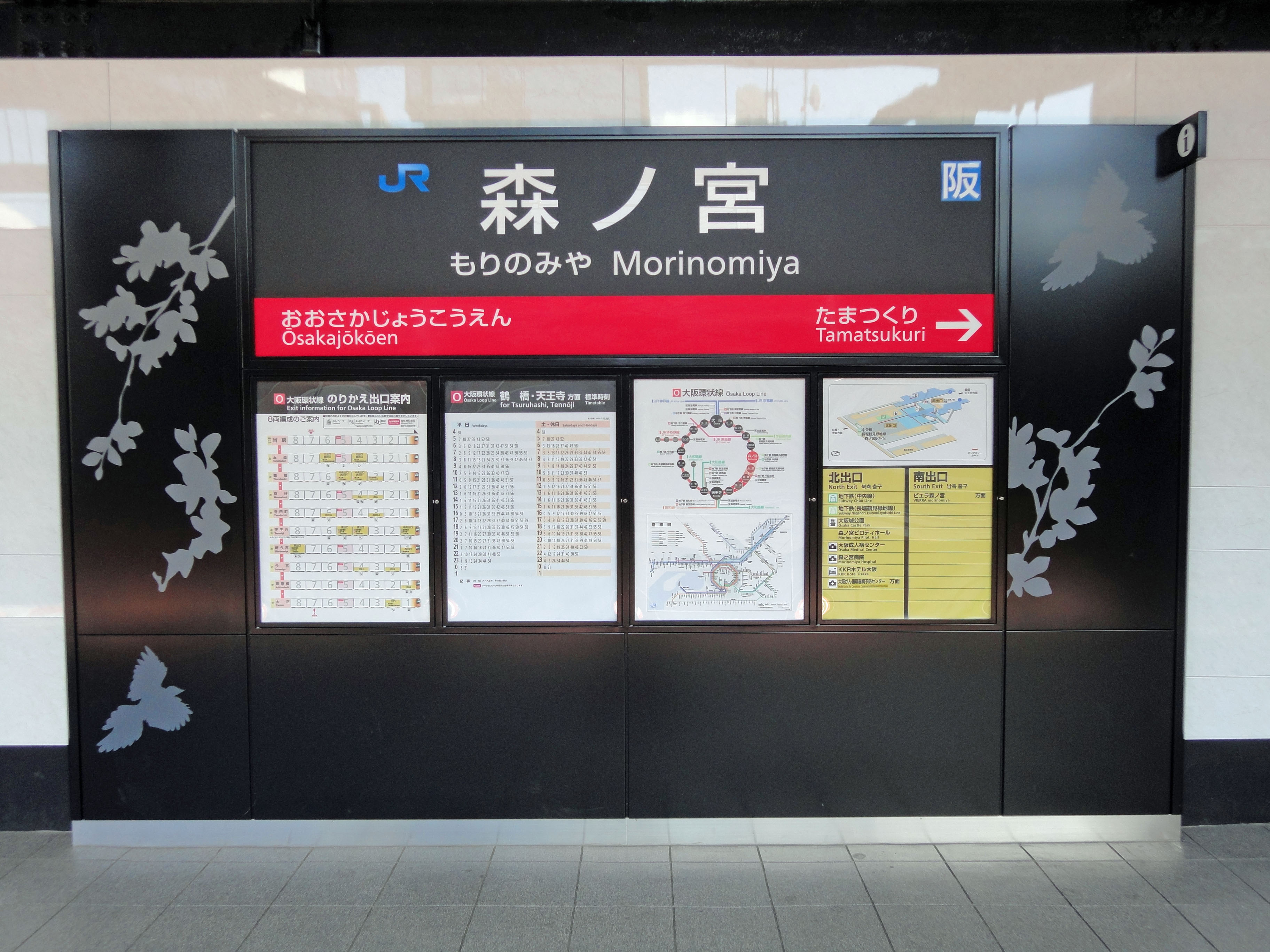
新設されたインフォメーションボード（2014年10月）
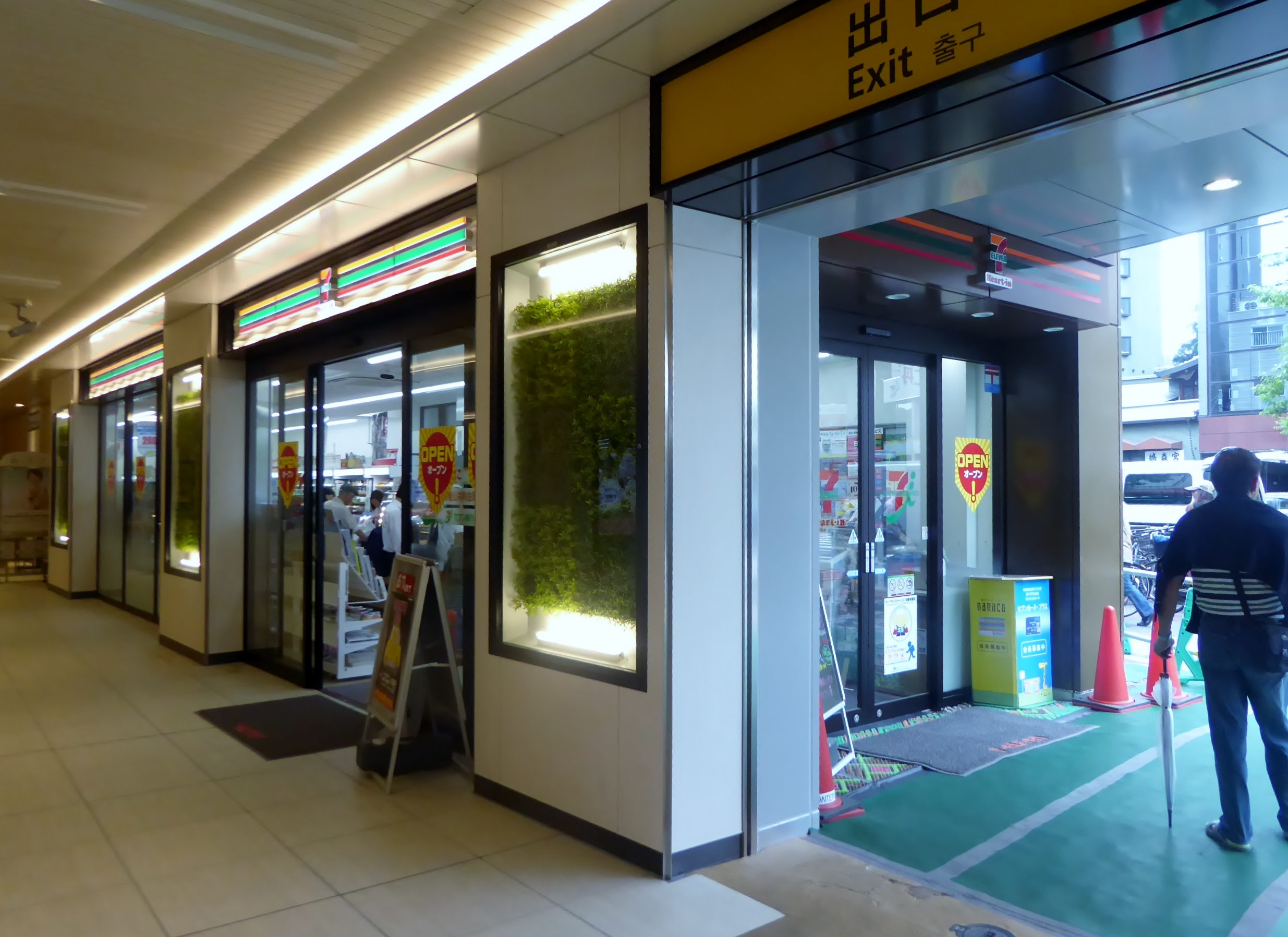
駅構内にあるセブンイレブン ハートインの店舗（2015年6月）

### 発車メロディ
大阪環状線改造プロジェクトの一環として、2014年3月15日から駅名の「森」に因んでアメリカ民謡の『森のくまさん』が発車メロディとして使用されている。

## 大阪市高速電気軌道 (Osaka Metro)
中央線用に島式・単式の複合型2面3線のホーム、長堀鶴見緑地線用に島式ホーム1面2線を持つ地下駅。改札口は本町寄りの西改札と長田寄りの東改札の2ヵ所。長堀鶴見緑地線ホームへは東改札のコンコースからのみつながっているため、西改札から同線ホームに向かうには中央線ホームを経由する必要がある。
当駅の所属は、阿波座管区駅で同副管区駅長が当駅と谷町四丁目駅を管轄している。
中央線の車庫である森之宮検車場が近接しているため、この駅を始発・終着とする中央線列車がラッシュ時を中心に設定されている。中央線においては当駅で乗務員交代が行われる。長堀鶴見緑地線の当駅のデザインテーマは「大阪城と公園」であり、コンコースは地上からの光が入るように設計されている。

### のりば
| 番線                 | 路線           | 行先                             | 備考                                           |
| 中央線ホーム         | 中央線ホーム   | 中央線ホーム                     | 中央線ホーム                                   |
| -------------------- | -------------- | -------------------------------- | ---------------------------------------------- |
| 1                    | 中央線         | 長田・生駒・学研奈良登美ヶ丘方面 | 当駅止・当駅始発列車（当駅始発は長田行のみ）   |
| 2                    | 中央線         | 長田・生駒・学研奈良登美ヶ丘方面 | 夢洲始発列車（コスモスクエア始発は1日1本のみ） |
| 3                    | 中央線         | 本町・大阪港・夢洲方面           | 当駅始発列車も含む                             |
| 長堀鶴見緑地線ホーム |                |                                  |                                                |
| 1                    | 長堀鶴見緑地線 | 京橋・門真南方面                 |                                                |
| 2                    | 長堀鶴見緑地線 | 心斎橋・西長堀・大正方面         |                                                |

中央線の1番線ホームは日中使われないため、その間1編成が留置されている。

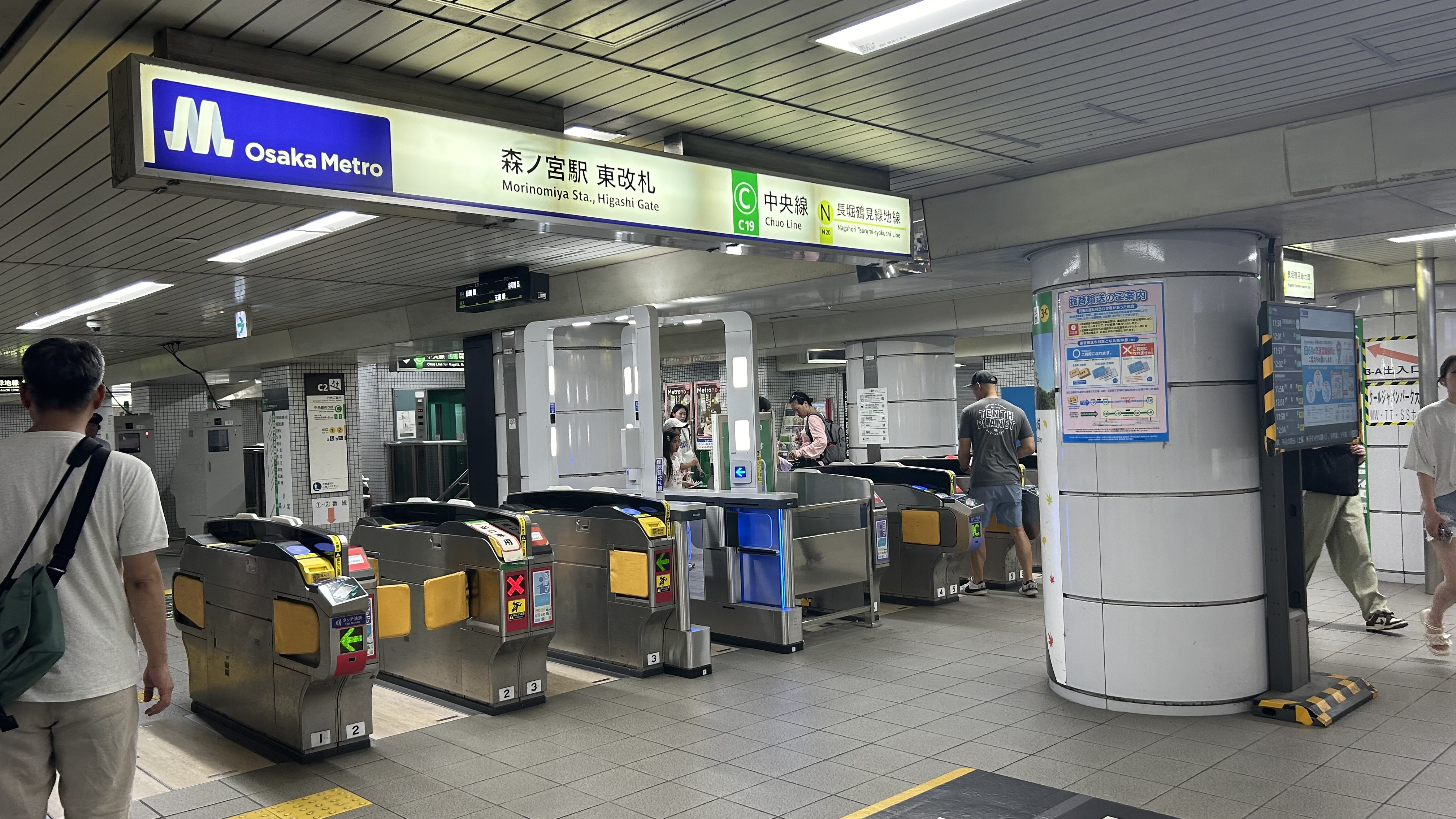
東改札
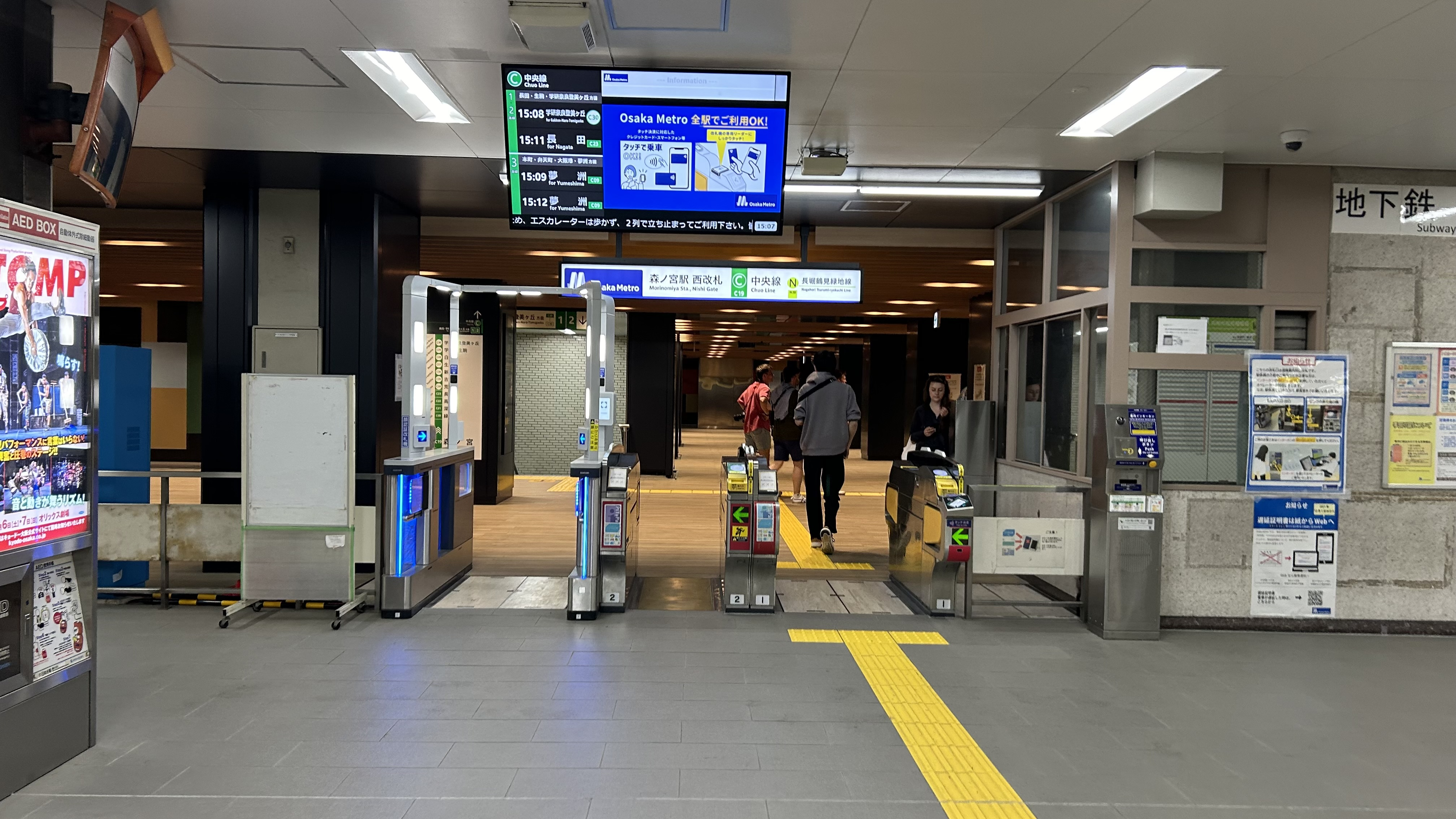
西改札（2025年4月）
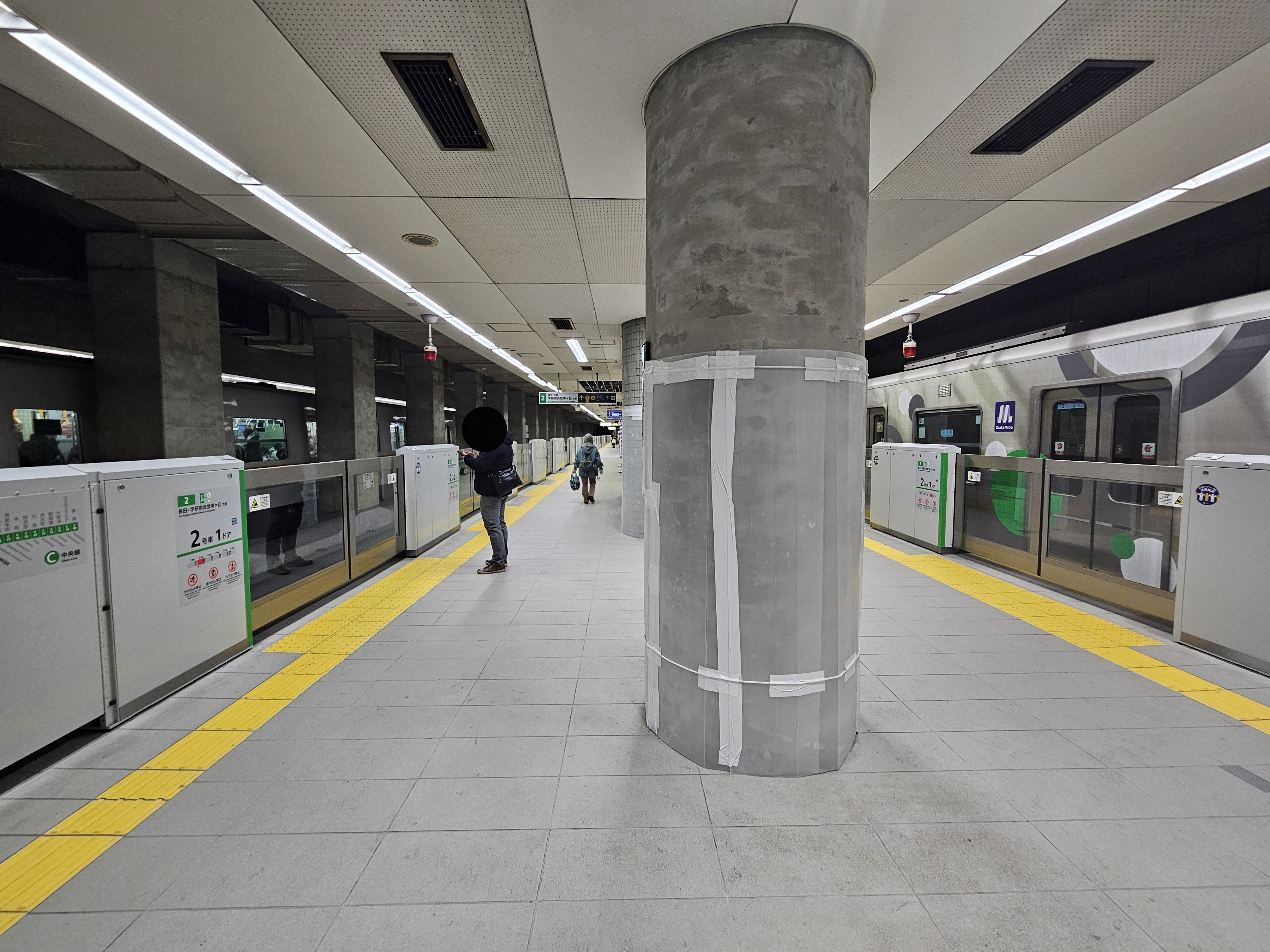
中央線1・2番線ホーム（リニューアル中、2025年1月）
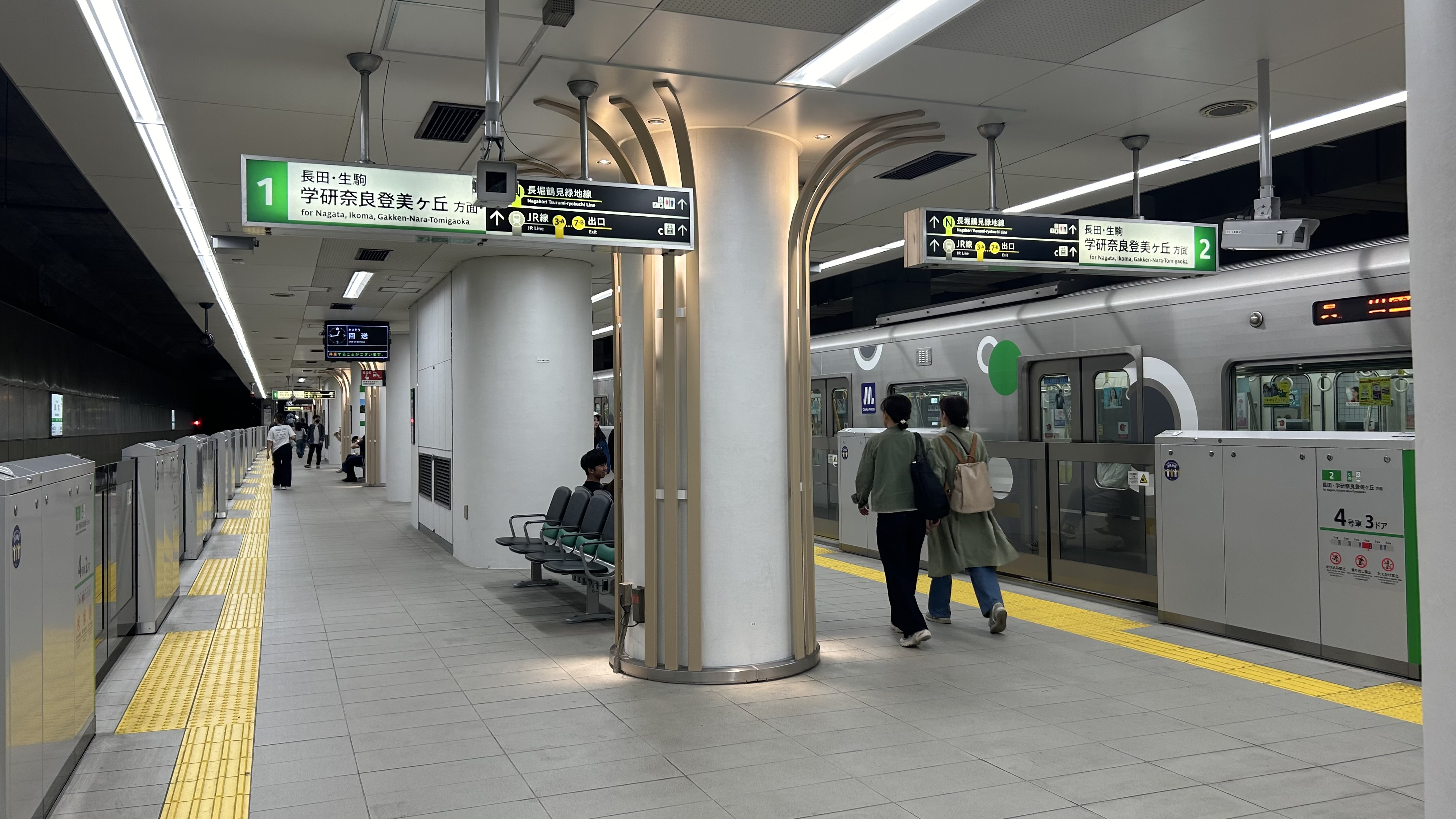
中央線1・2番線ホーム（リニューアル後、2025年4月）
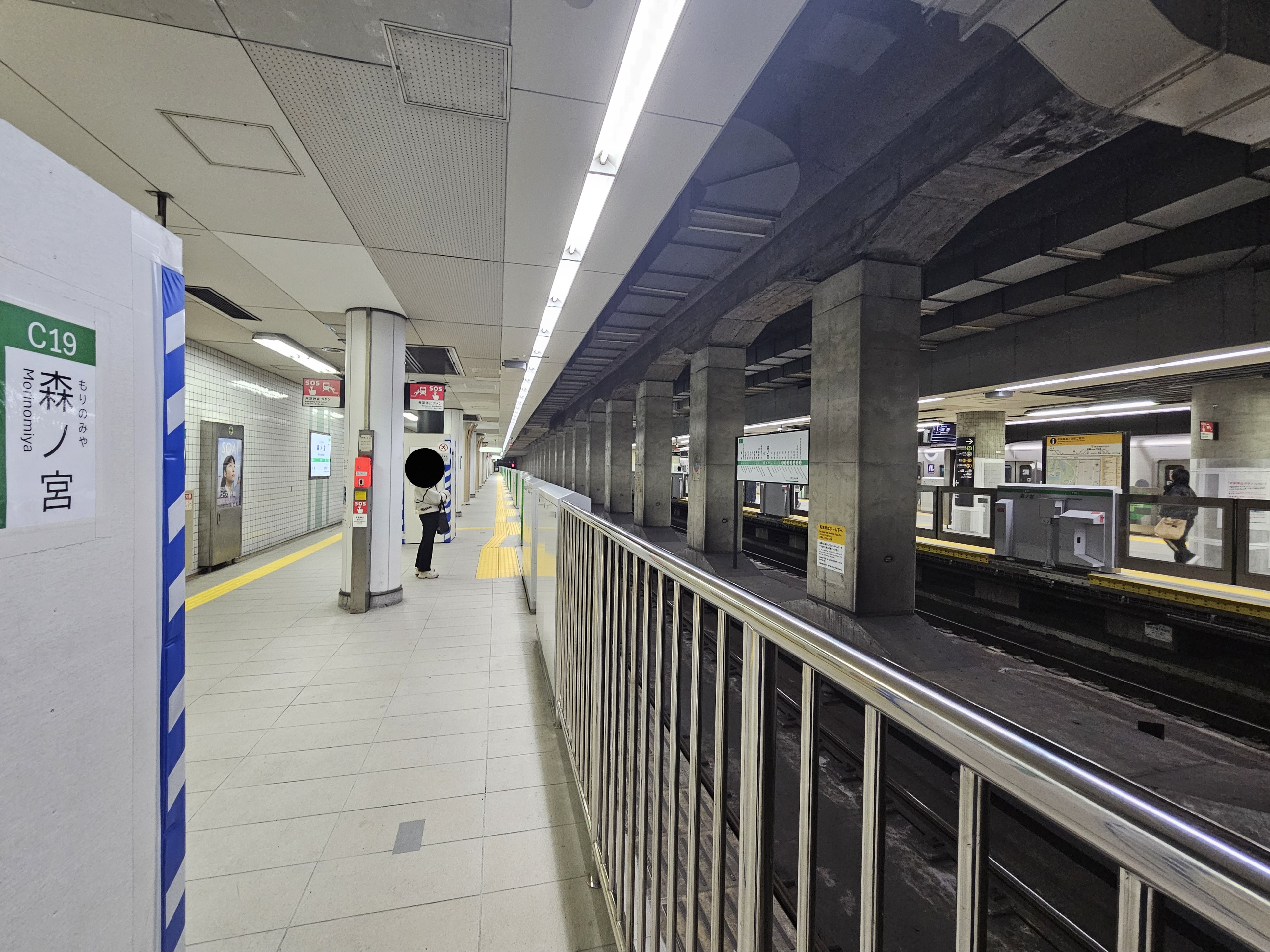
中央線3番線ホーム（リニューアル中、2025年1月）
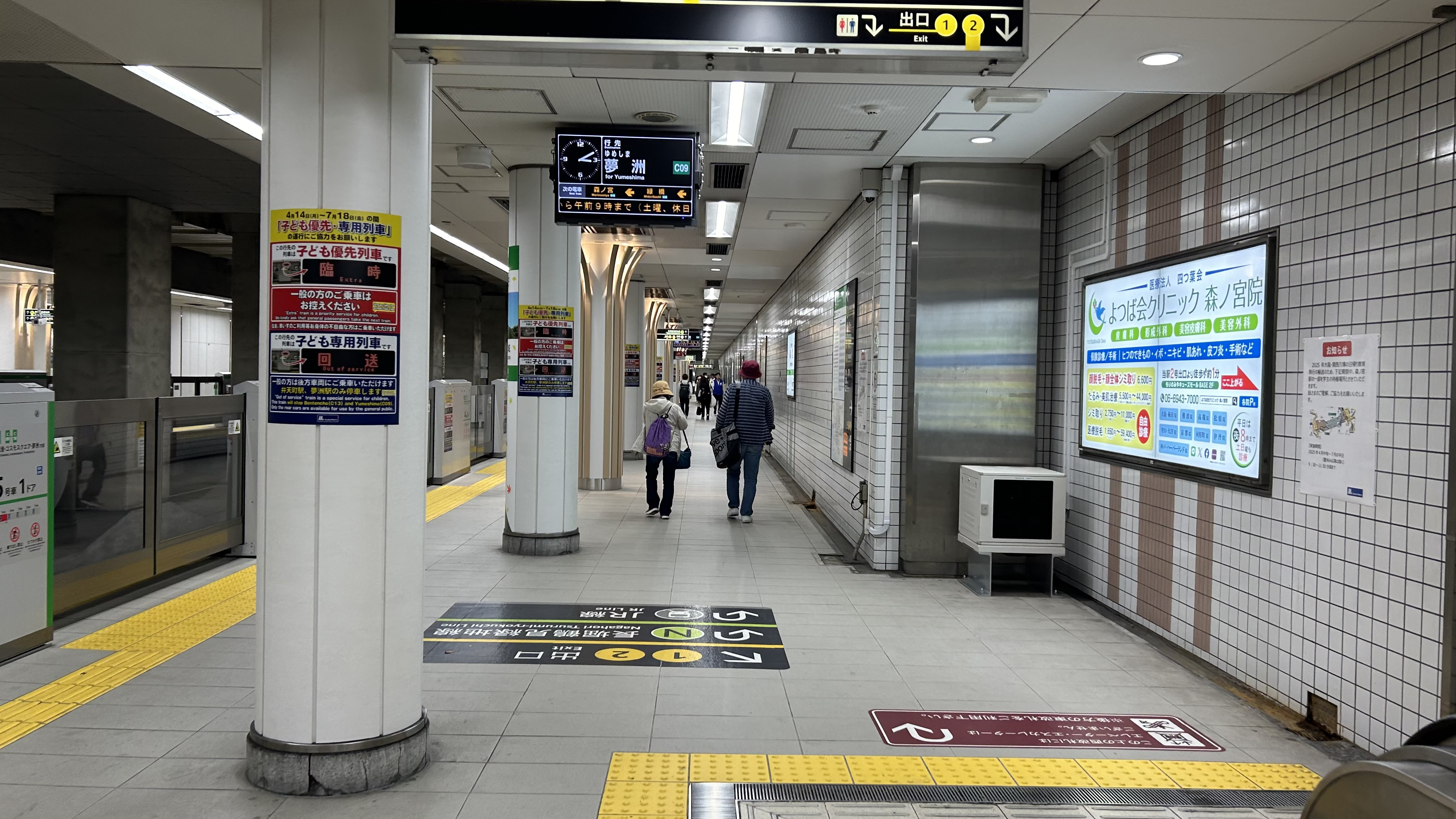
中央線3番線ホーム（リニューアル後、2025年4月）
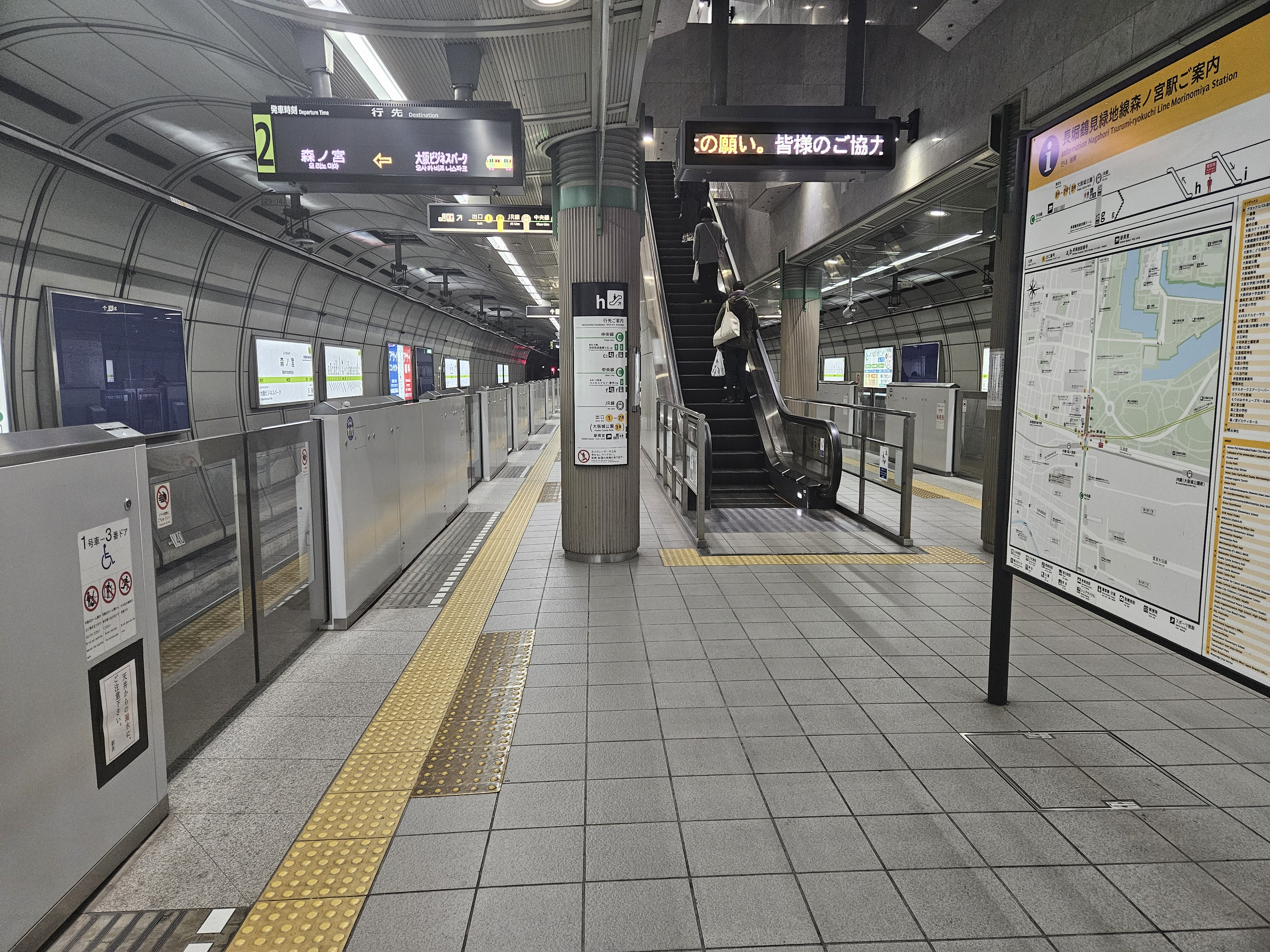
長堀鶴見緑地線ホーム（2025年1月）
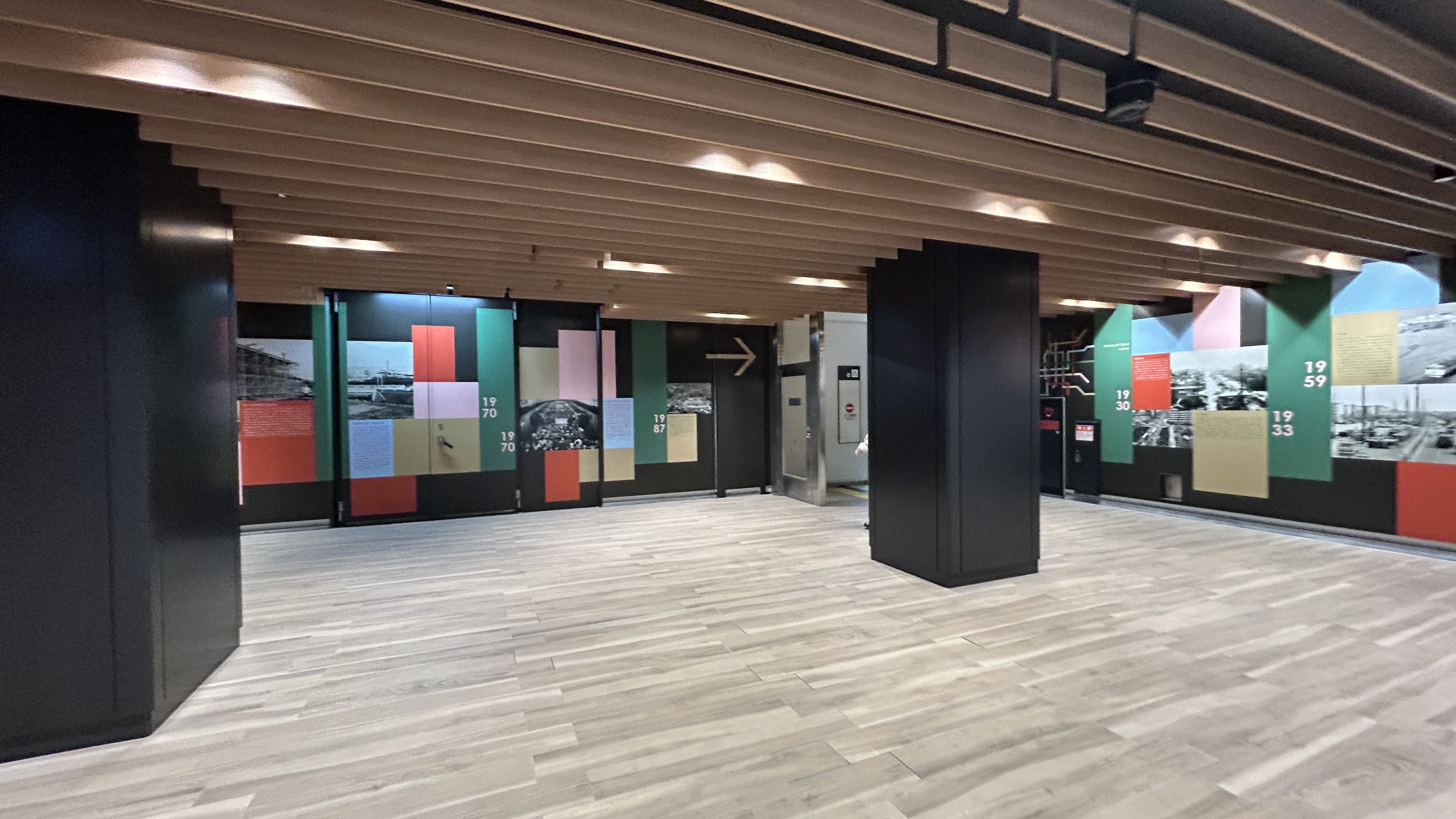
西改札内にあるギャラリー
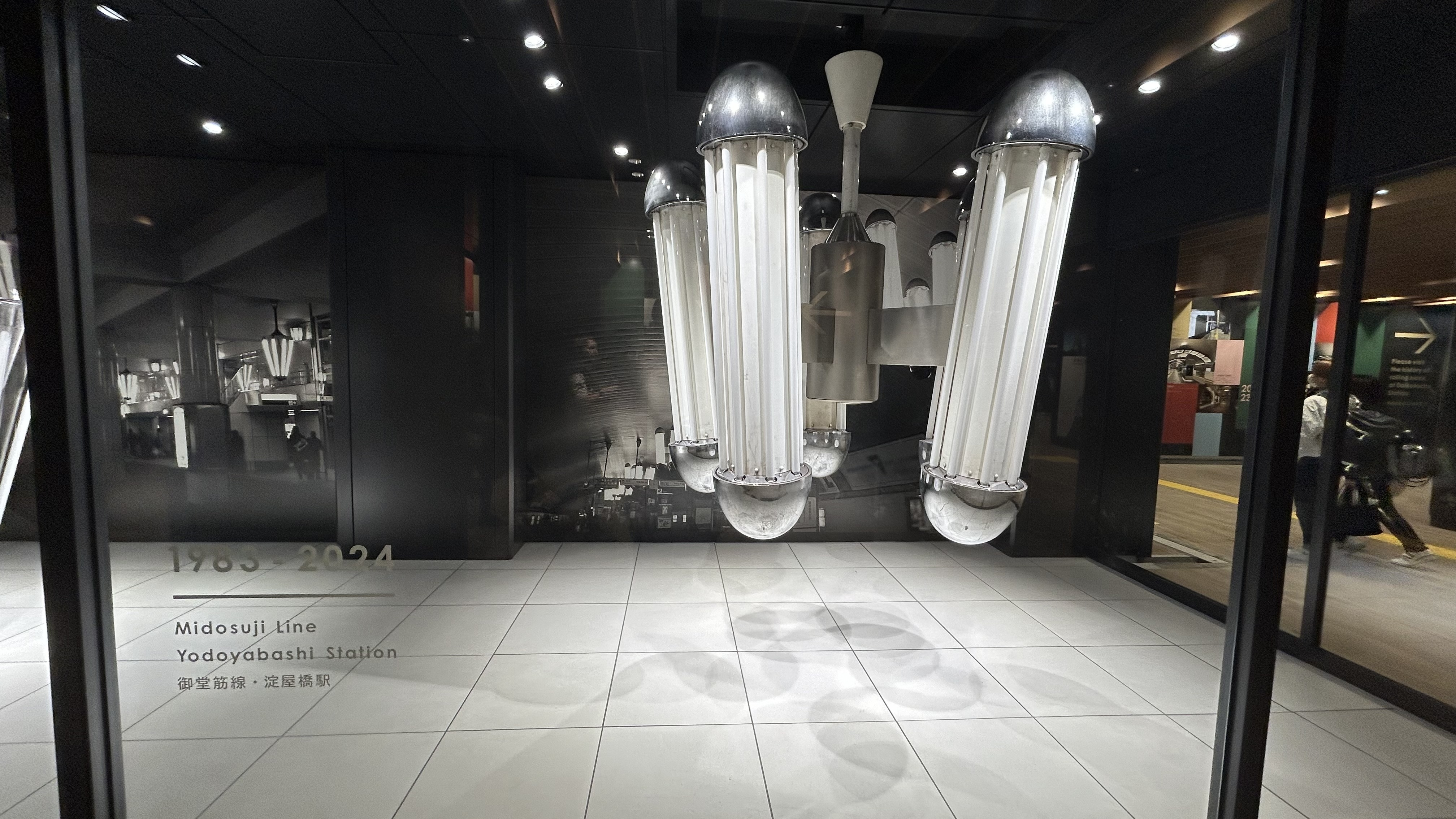
展示されている淀屋橋駅の旧シャンデリア
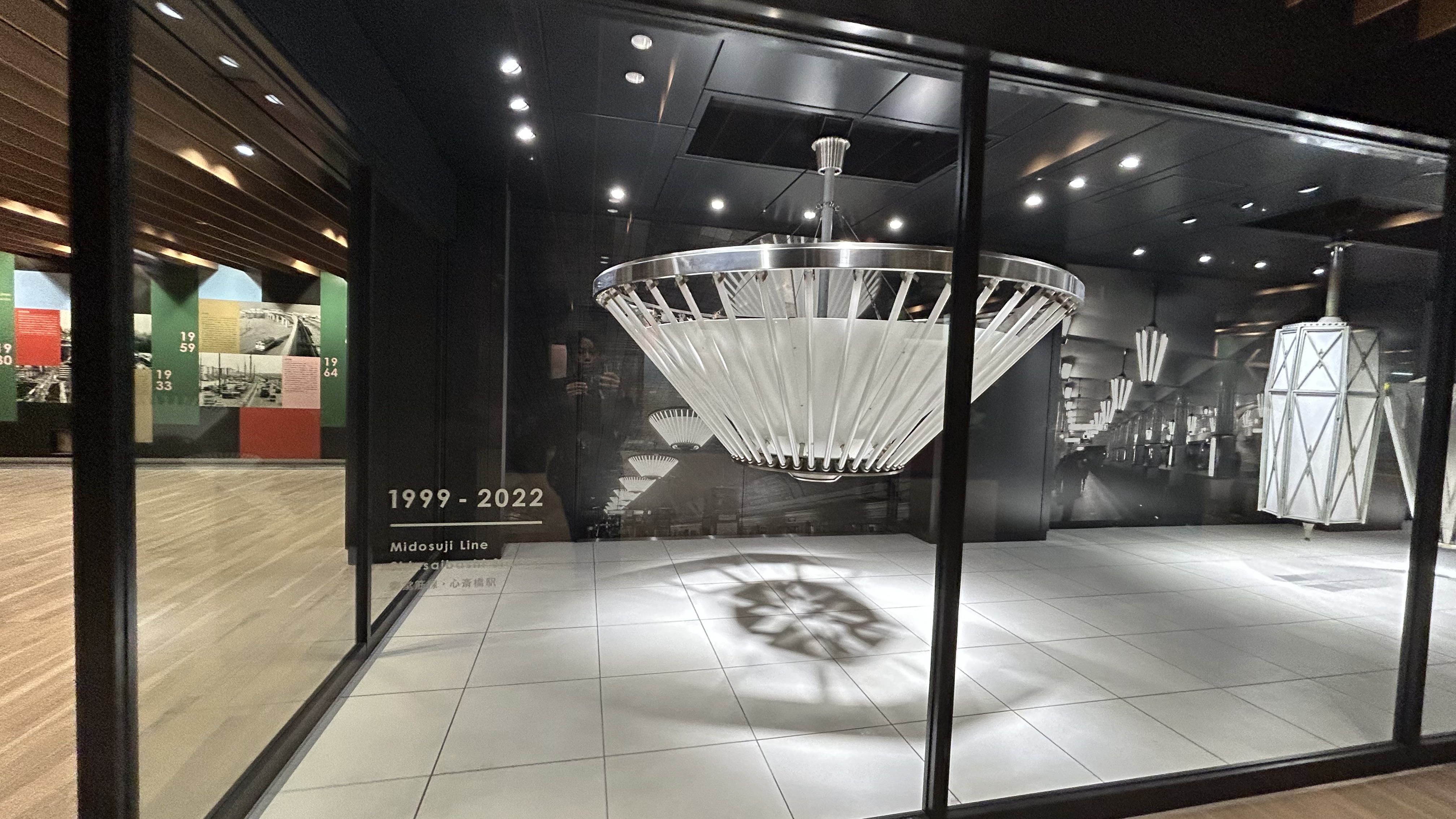
展示されている心斎橋駅の旧シャンデリア
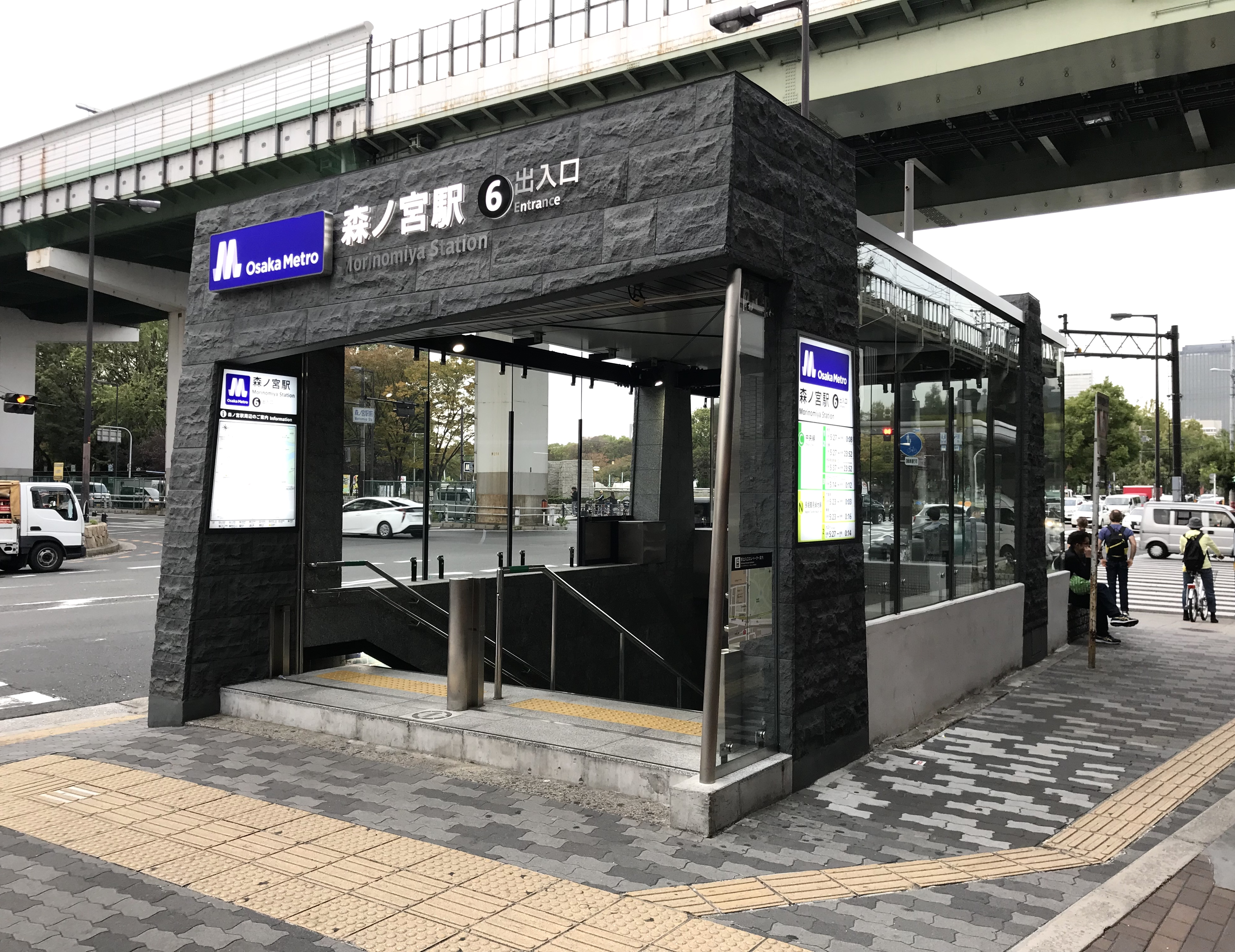
リニューアル後の6号出入口（2018年10月）

### トイレ
トイレは西改札外と東改札内にある。

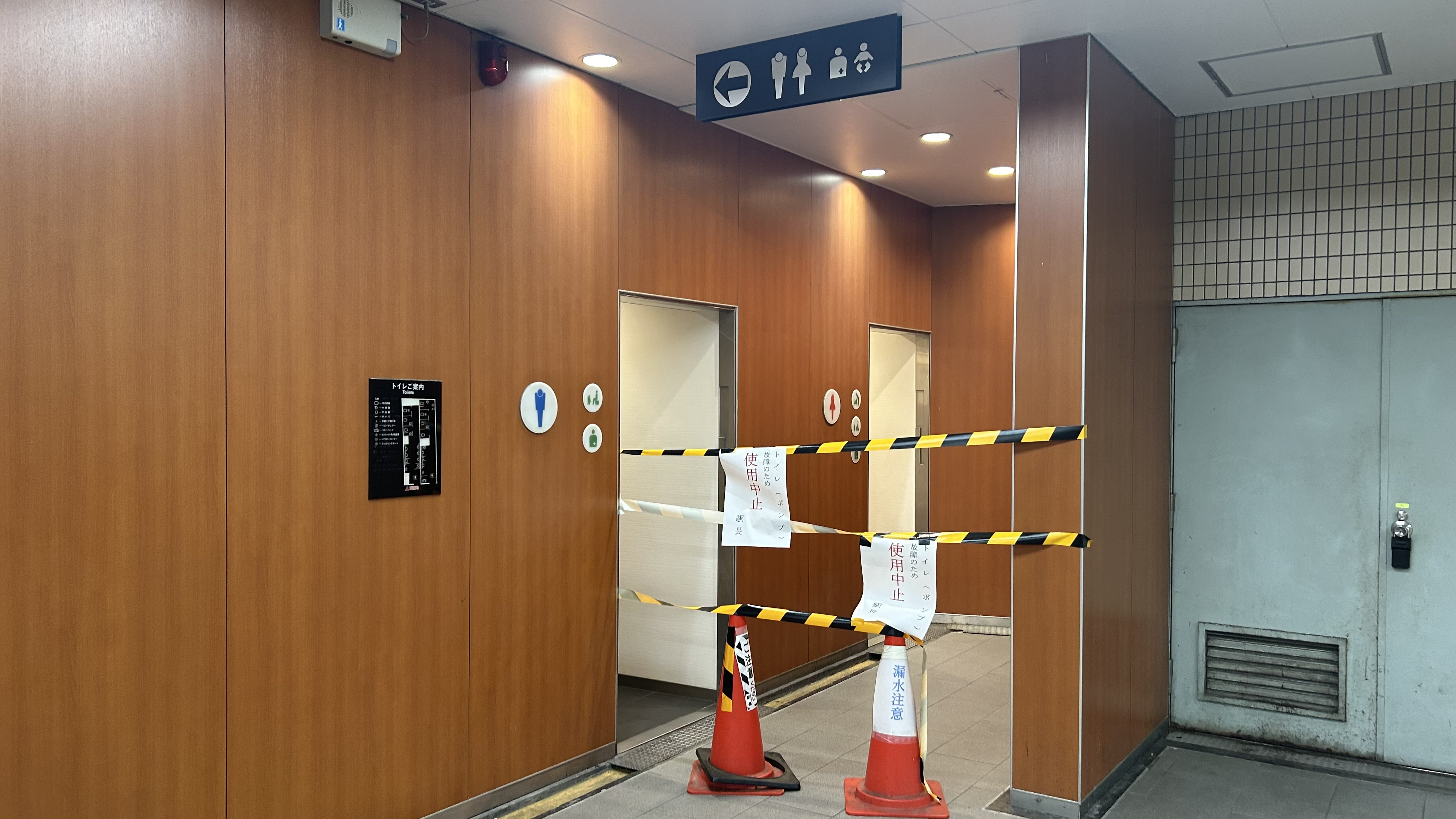
西改札外トイレ
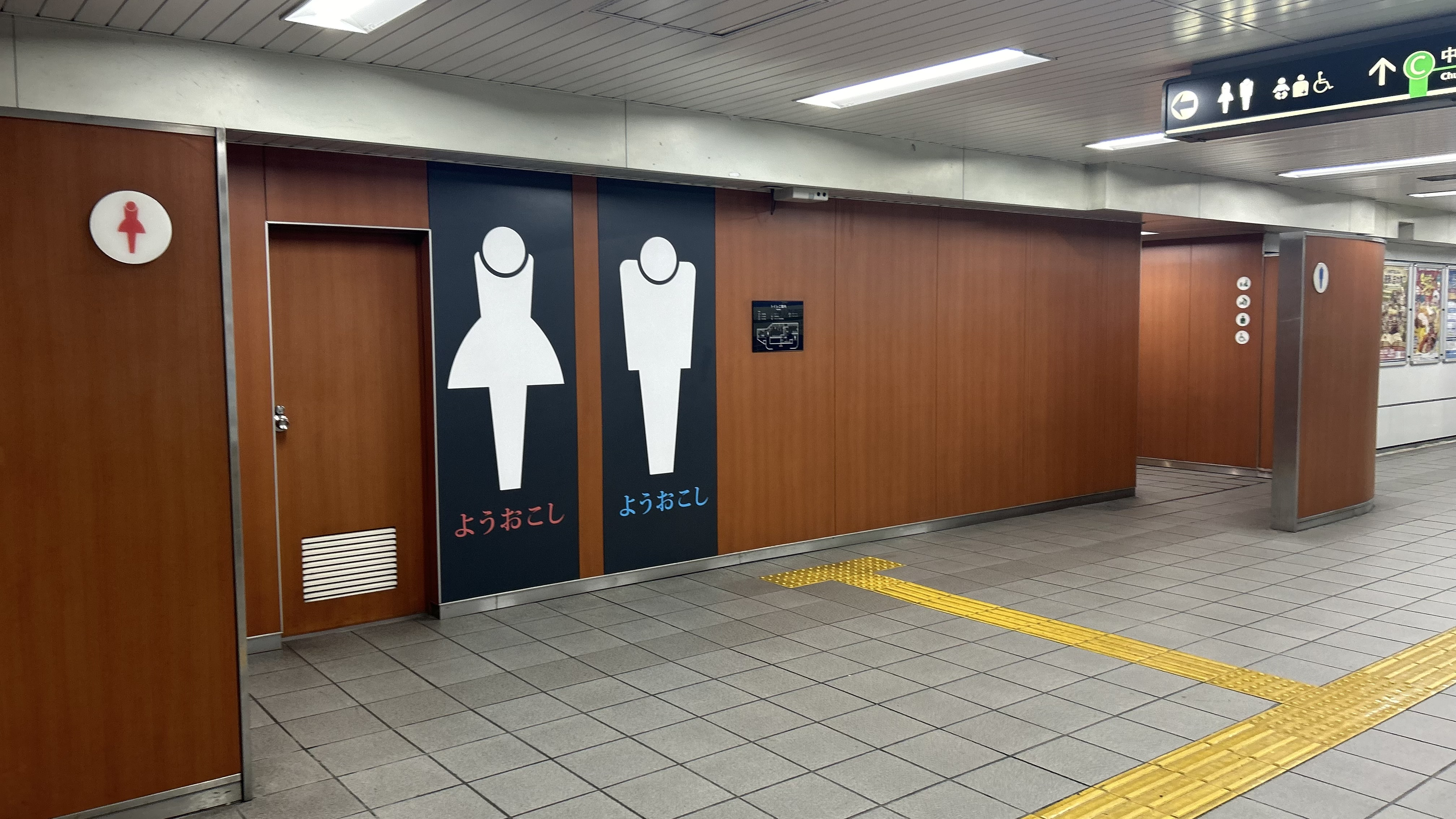
東改札内トイレ

### 出口
| 出口番号 | 出口周辺                                                                            | 接続改札 | 最寄りの路線          | 備考             |
| -------- | ----------------------------------------------------------------------------------- | -------- | --------------------- | ---------------- |
| 1        | 大阪城・大阪城音楽堂・大阪城公園 大阪城ホール・大阪国際平和センター(ピースおおさか) | 西改札   | 中央線                |                  |
| 2        | 森ノ宮ピロティホール・大阪市こども相談センター・玉造稲荷神社                        | 西改札   | 中央線                |                  |
| 3A       | 大阪城・大阪城公園                                                                  | 東改札   | 中央線 長堀鶴見緑地線 |                  |
| 3B       | 大阪城・大阪城公園                                                                  | 東改札   | 中央線 長堀鶴見緑地線 |                  |
| 3C       | 大阪城・大阪城公園                                                                  | 東改札   | 中央線 長堀鶴見緑地線 | エレベーターのみ |
| 4        | 城東警察署                                                                          | 東改札   | 中央線 長堀鶴見緑地線 |                  |
| 5        | JR環状線・府立成人病センター                                                        | 東改札   | 中央線 長堀鶴見緑地線 |                  |
| 6        | JR環状線・府立成人病センター                                                        | 東改札   | 中央線 長堀鶴見緑地線 |                  |
| 7A       | 森之宮神社連絡通路・大阪市こども相談センター                                        | 東改札   | 中央線 長堀鶴見緑地線 | エレベーターあり |
| 7B       | 中央労働基準監督署・大阪市こども相談センター                                        | 東改札   | 中央線 長堀鶴見緑地線 |                  |

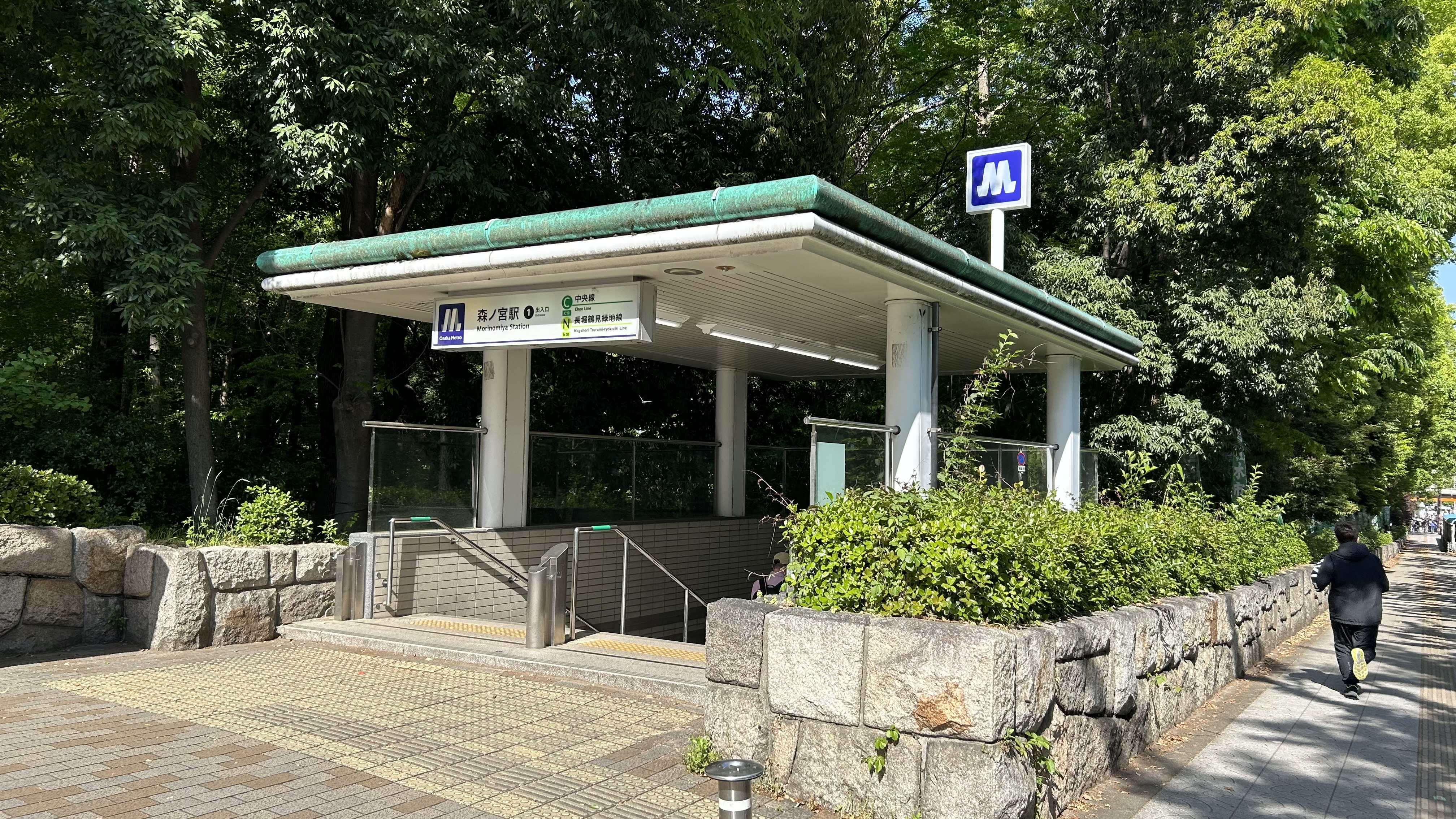
1号出入口
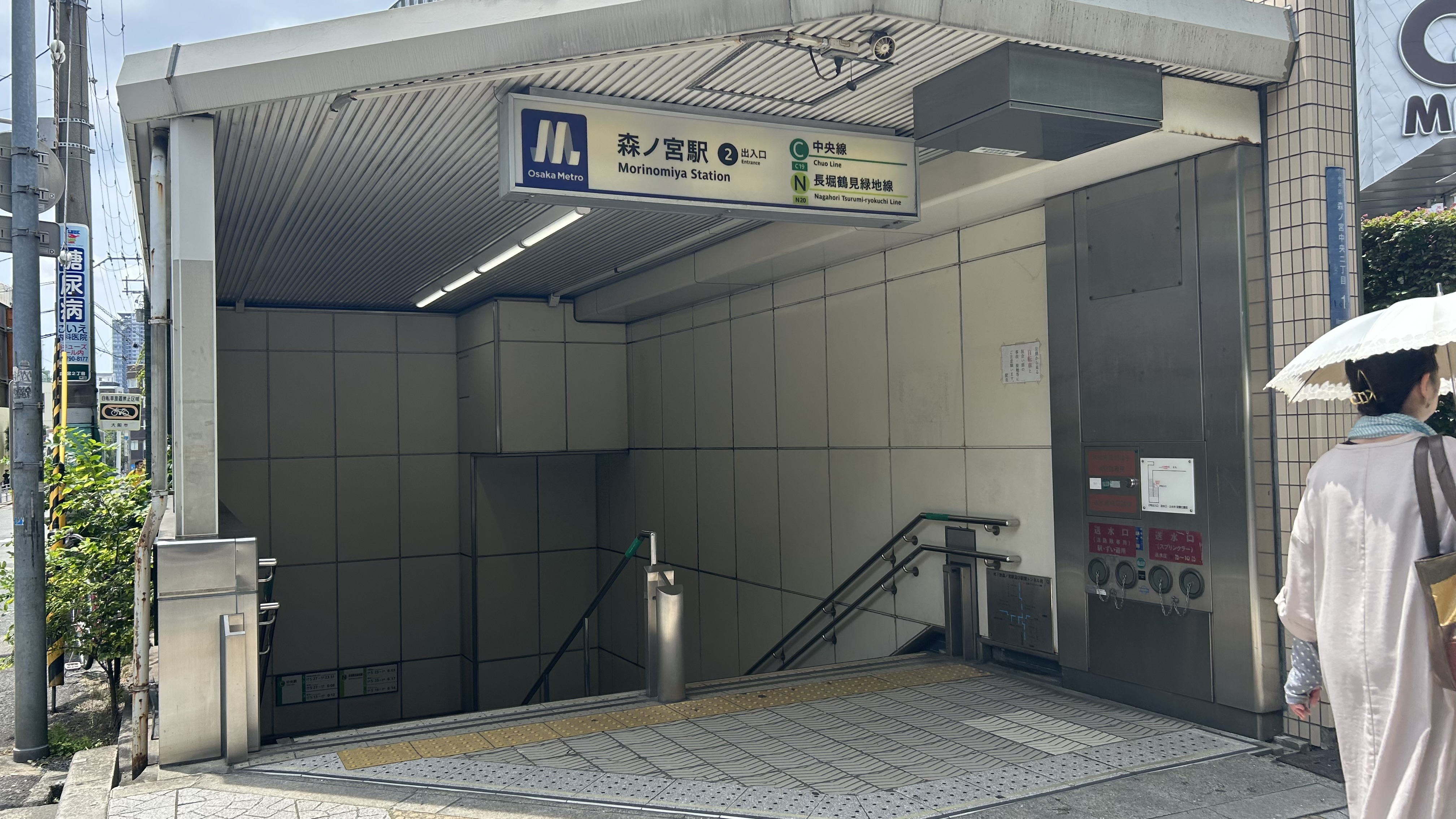
2号出入口
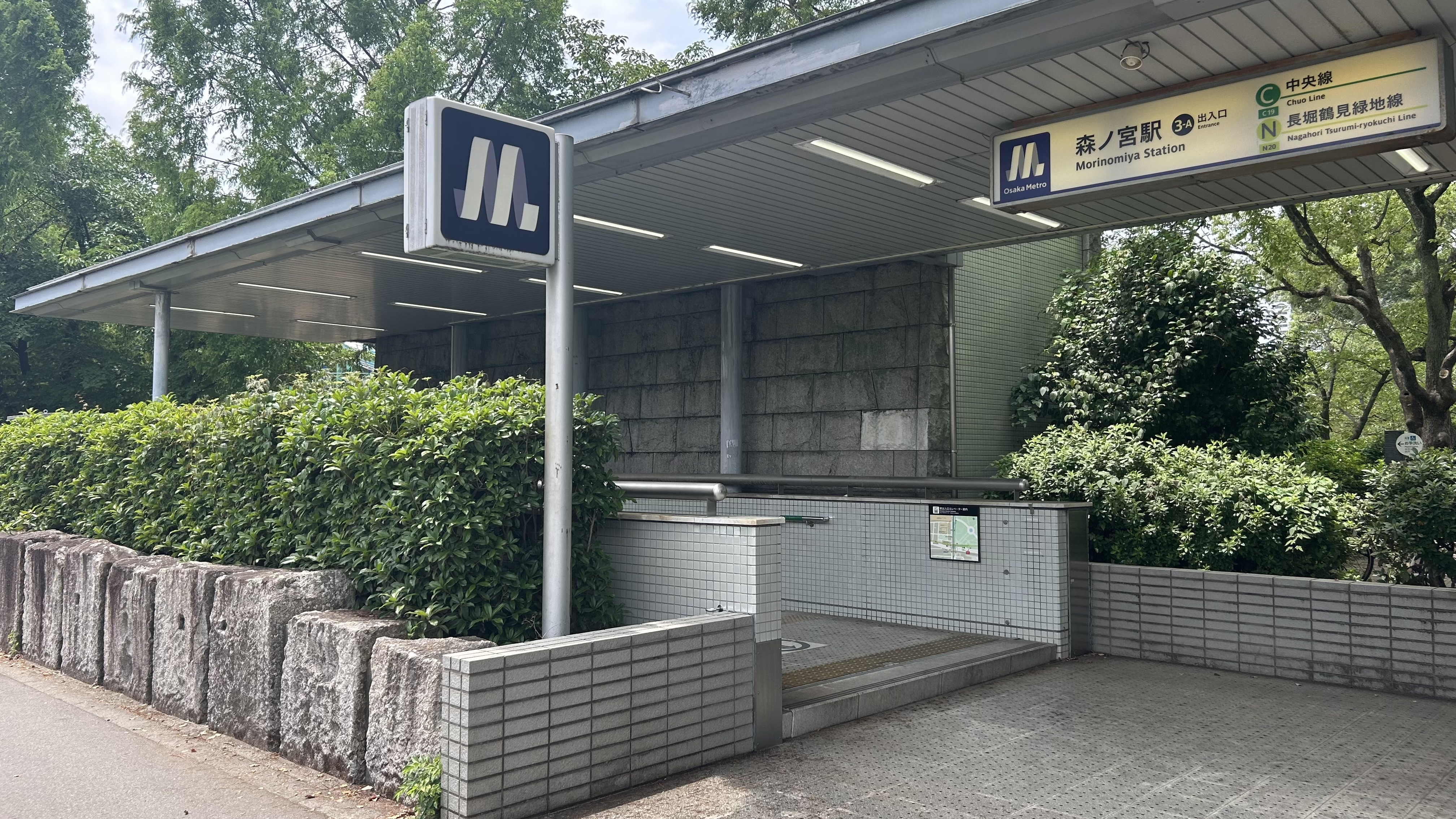
3A出入口
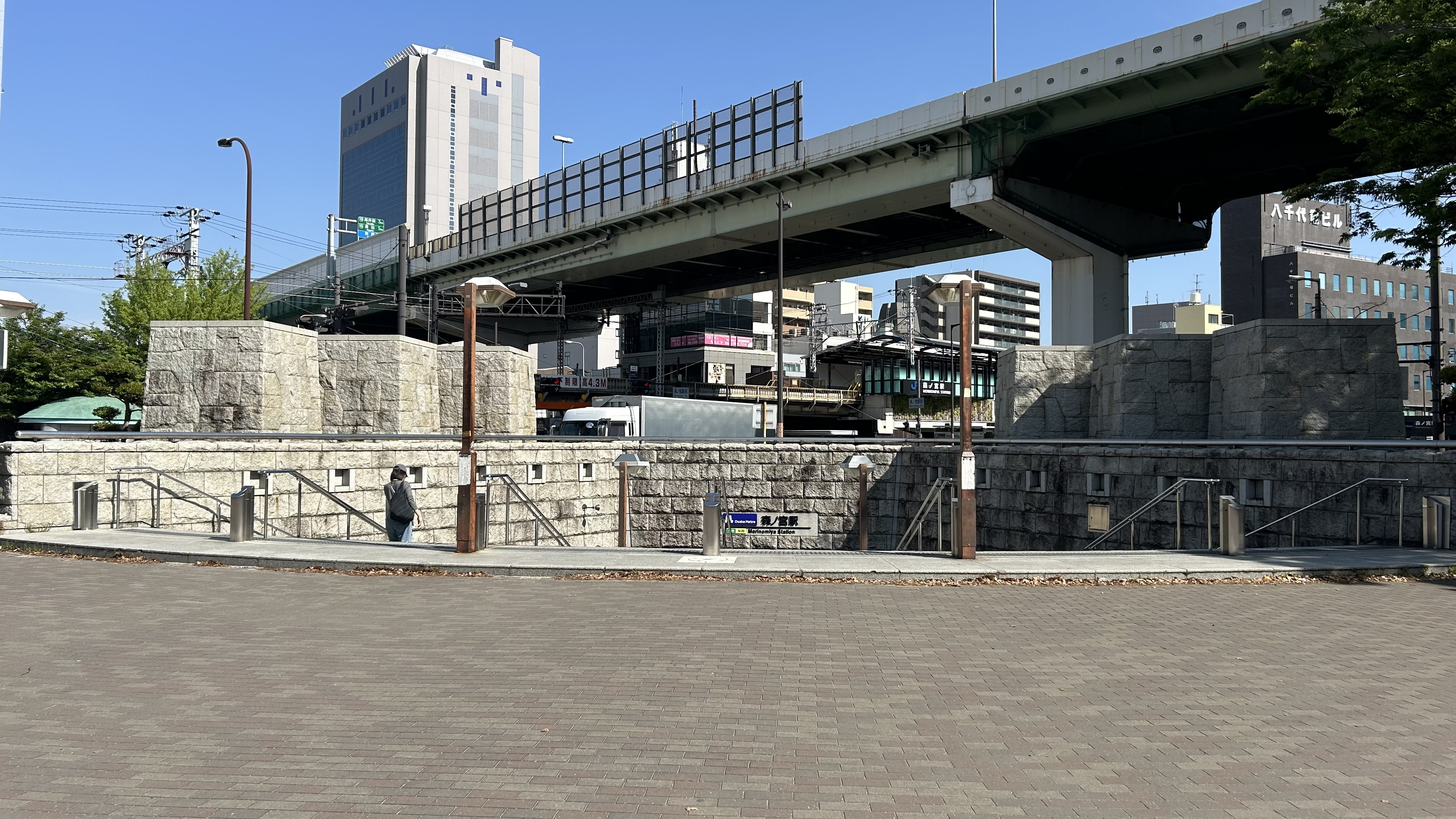
3B出入口
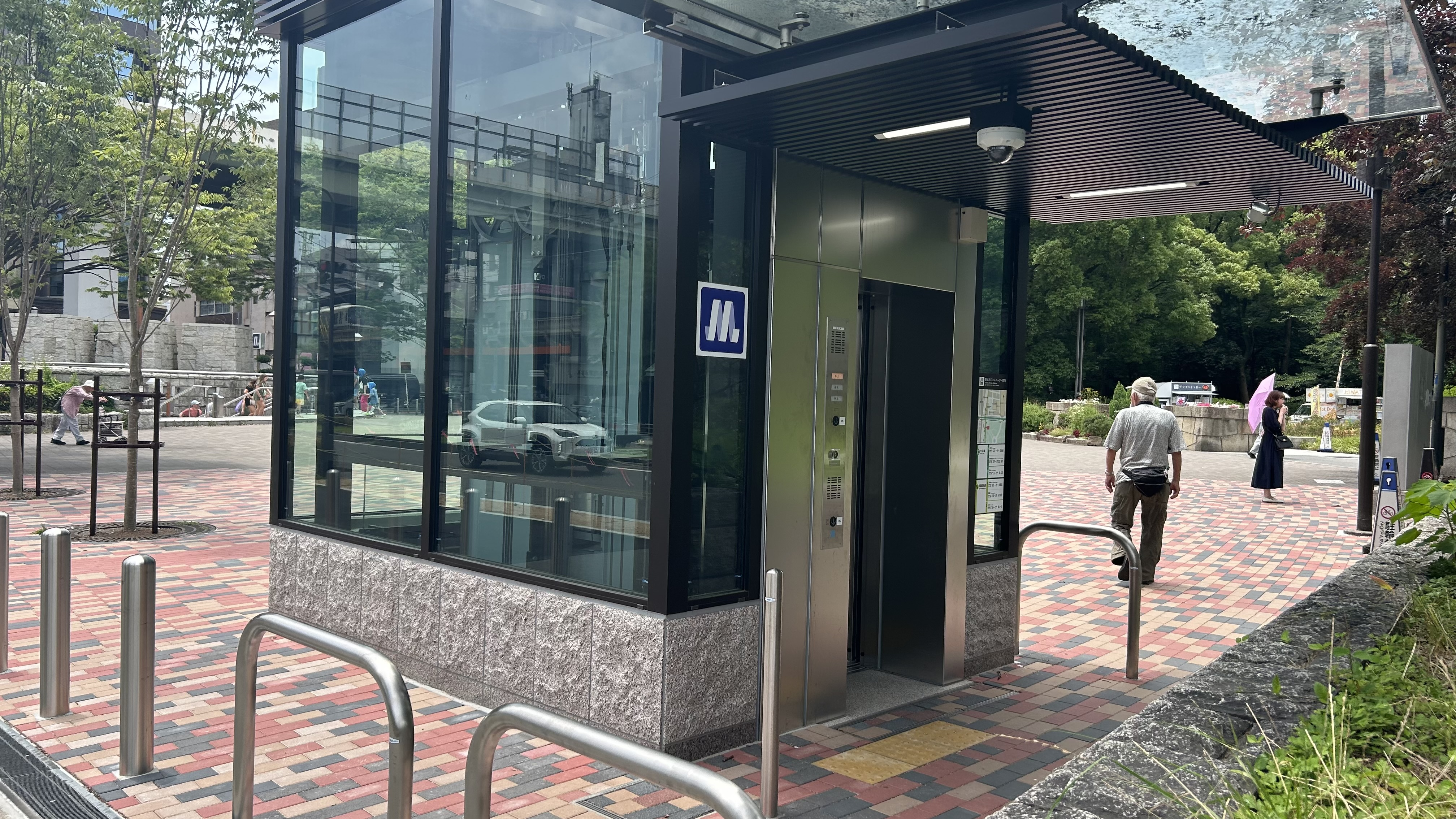
3C出入口
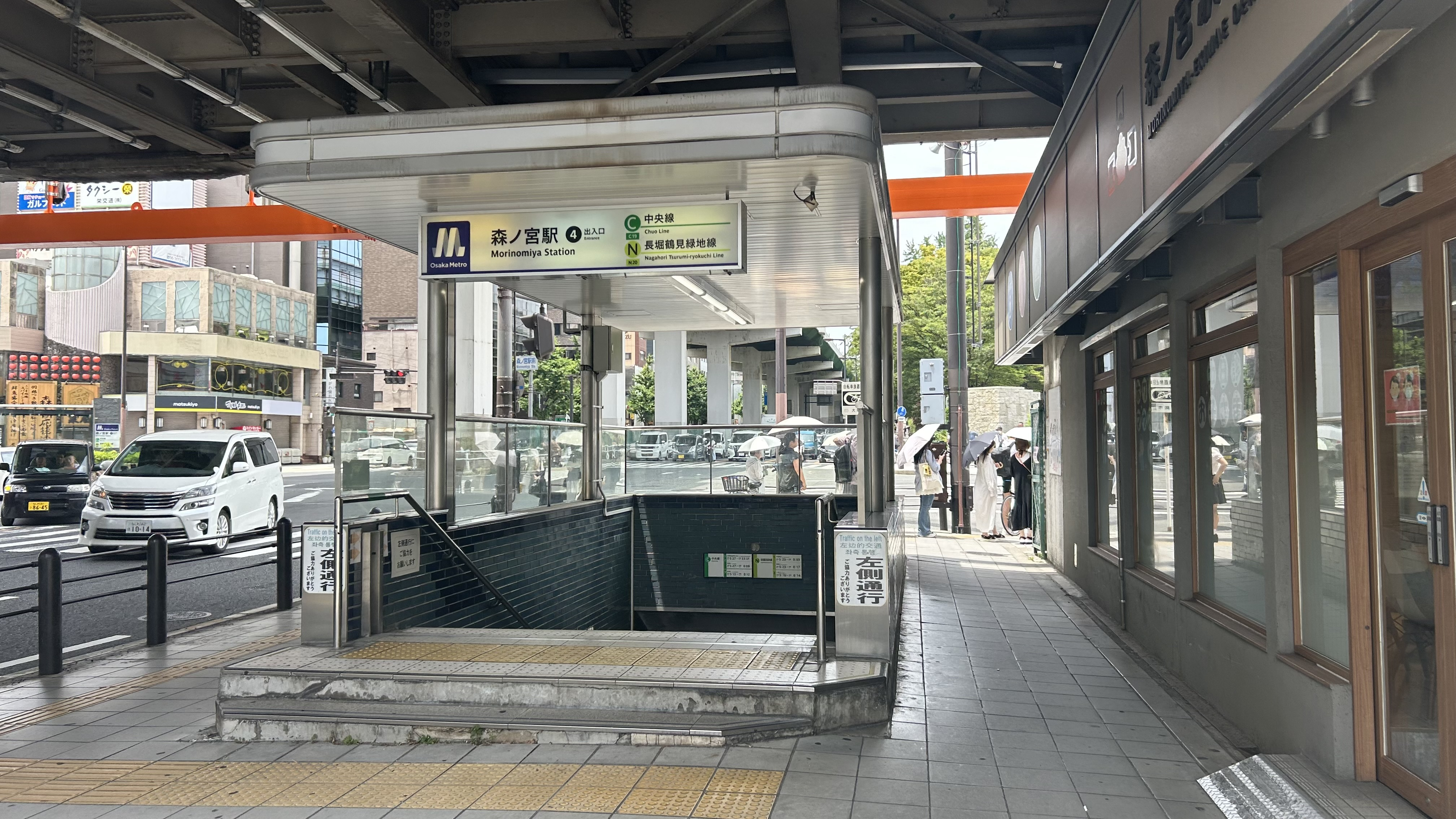
4号出入口
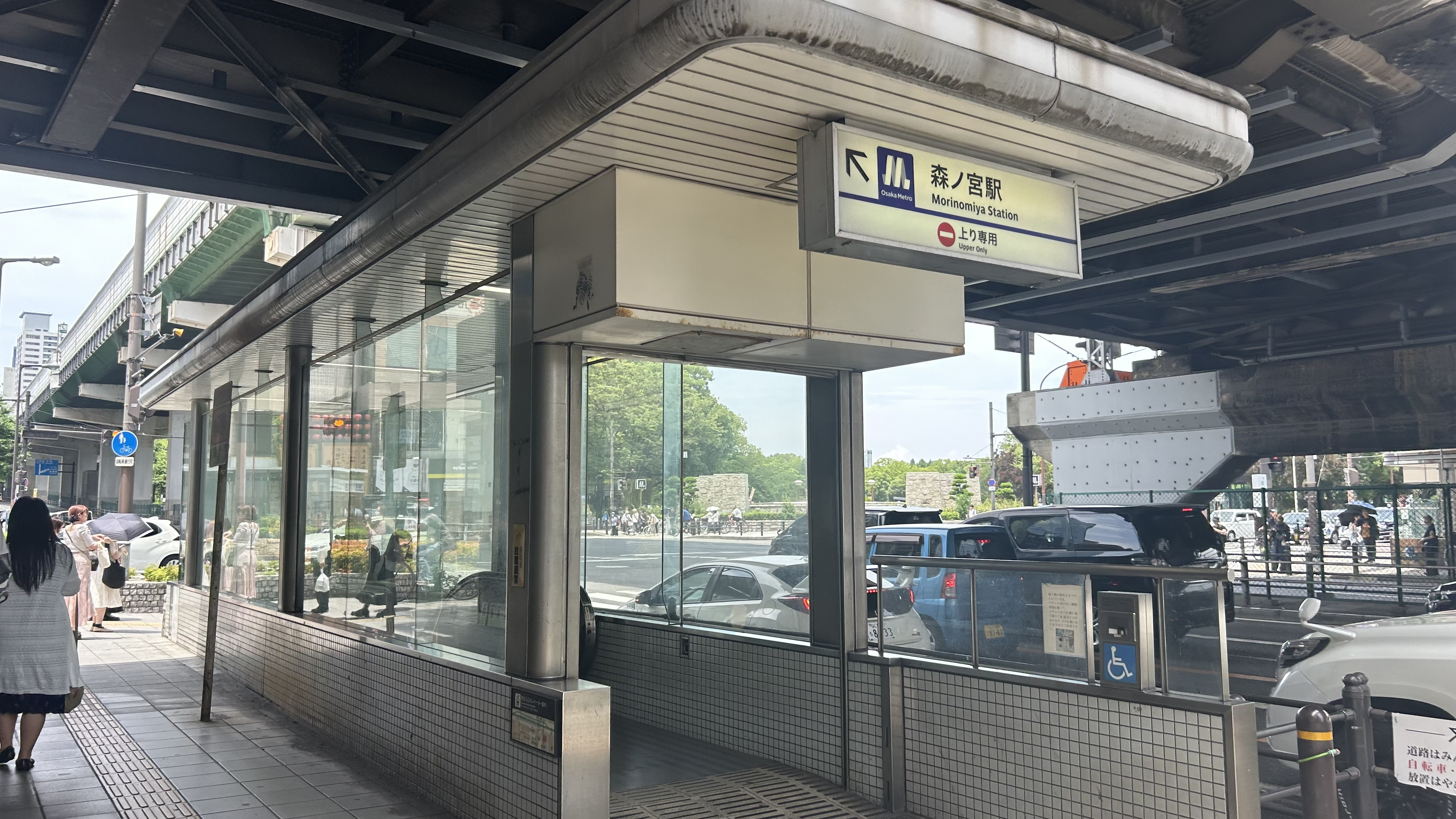
5号出入口
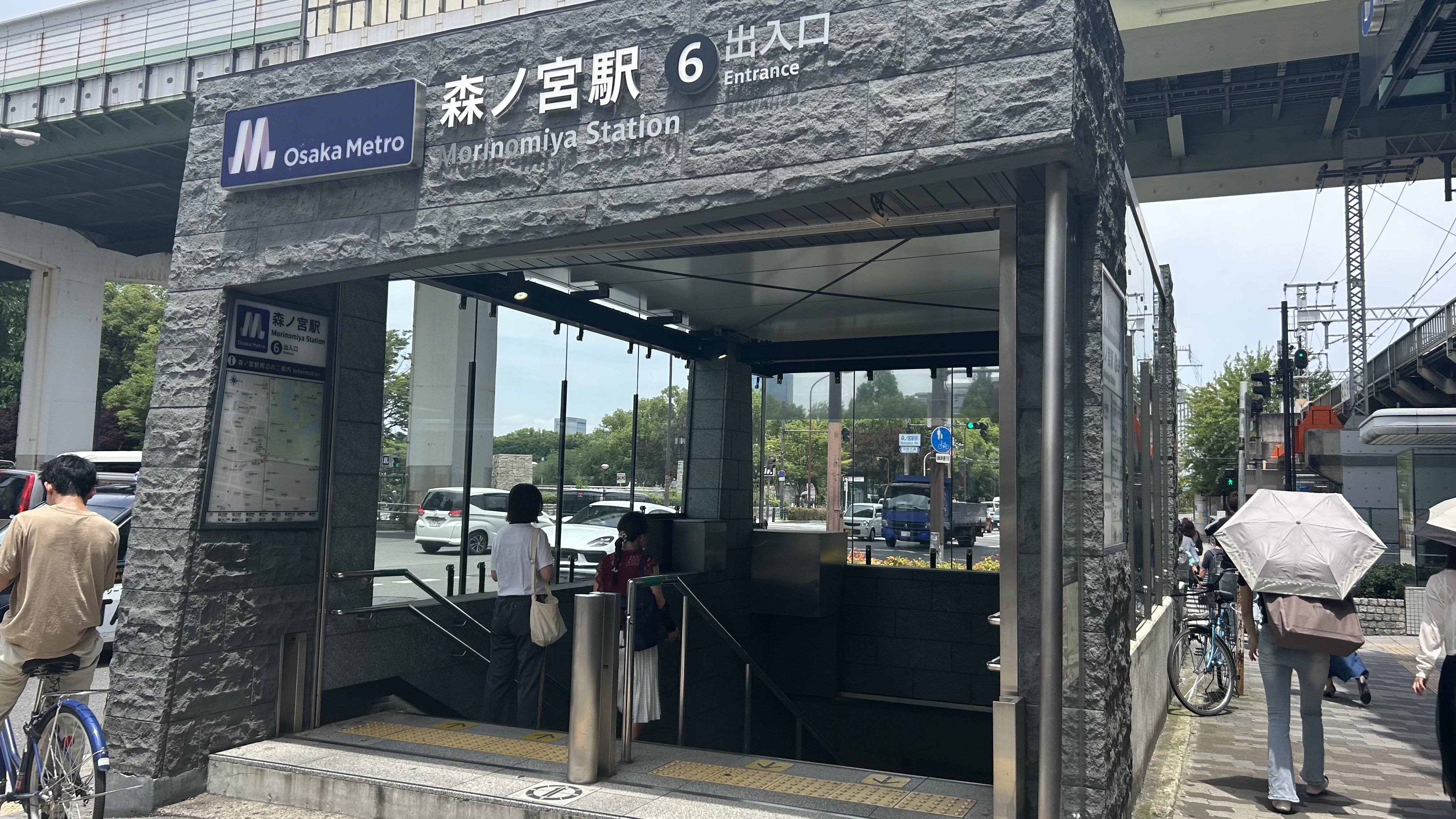
6号出入口
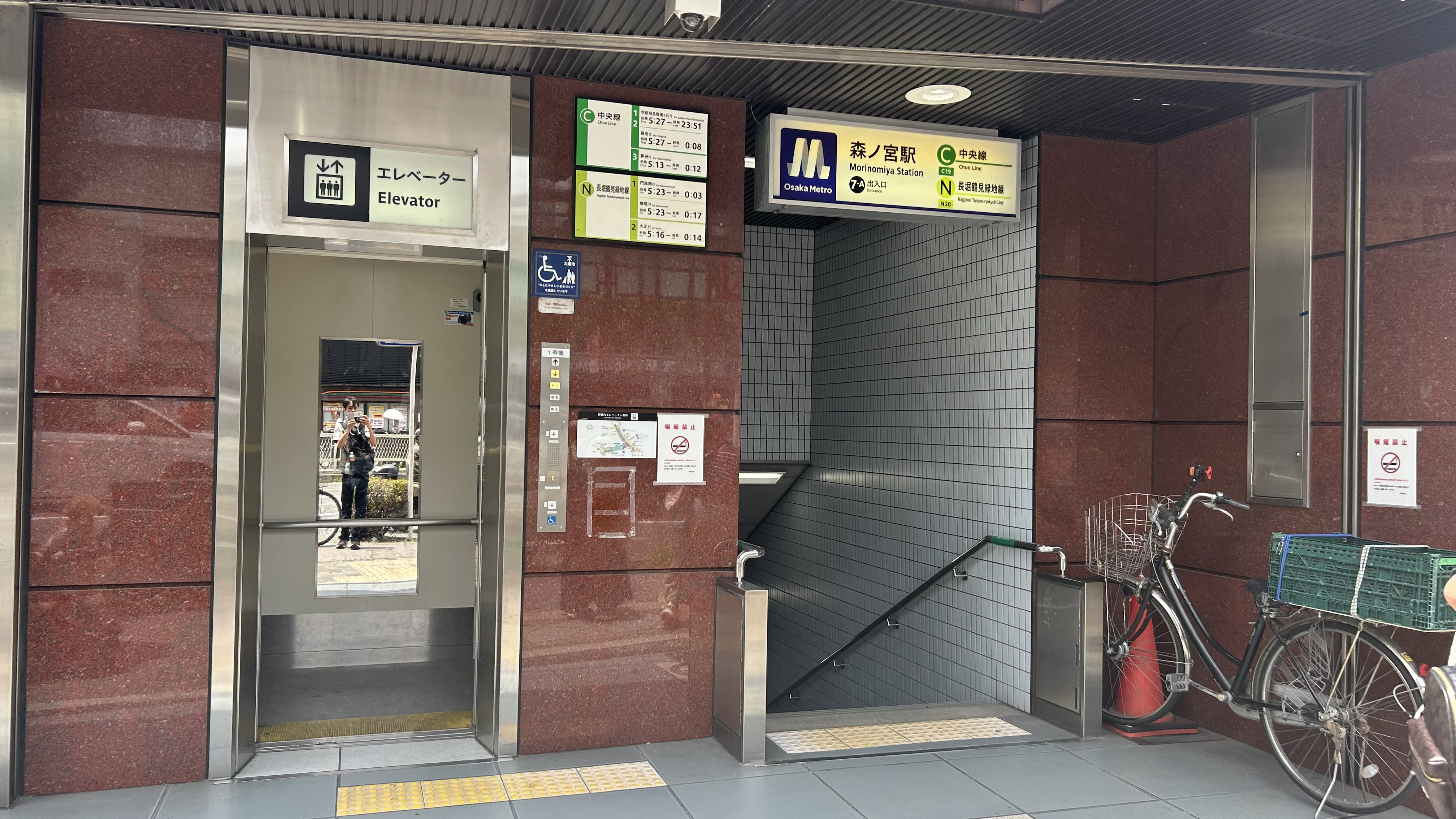
7A出入口
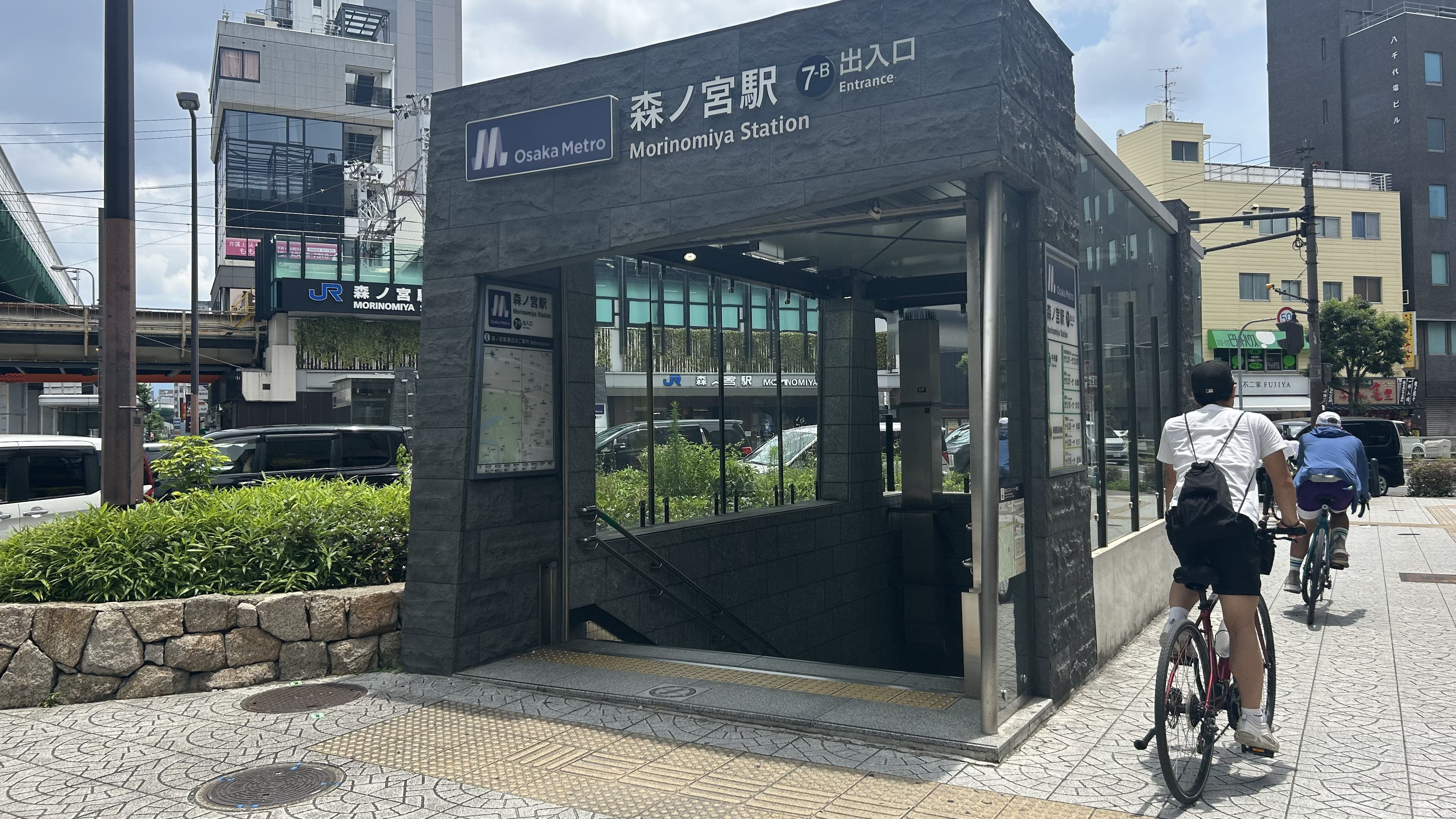
7B出入口

## 利用状況

### JR西日本
2023年（令和5年）度の1日平均乗車人員は22,598人である。JR西日本全線では三国ケ丘駅に次ぐ38位。
各年度の1日平均乗車人員は以下の通り。
| 年度               | 1日平均 乗車人員 | 増減率 | 順位 | 定期利用状況 | 定期利用状況 | 出典            | 出典          |
| 年度               | 1日平均 乗車人員 | 増減率 | 順位 | 1日平均      | 定期率       | JR西日本        | 大阪府        |
| ------------------ | ---------------- | ------ | ---- | ------------ | ------------ | --------------- | ------------- |
| 1988年（昭和63年） | 32,373           |        |      | 20,415       | 63.1%        |                 | [ 大阪府 1 ]  |
| 1989年（平成元年） | 33,409           | 3.2%   |      | 21,085       | 63.1%        |                 | [ 大阪府 1 ]  |
| 1990年（平成02年） | 35,536           | 6.4%   |      | 22,239       | 62.6%        |                 | [ 大阪府 2 ]  |
| 1991年（平成03年） | 37,025           | 4.2%   |      | 23,394       | 63.2%        |                 | [ 大阪府 3 ]  |
| 1992年（平成04年） | 38,375           | 3.6%   |      | 24,211       | 63.1%        |                 | [ 大阪府 4 ]  |
| 1993年（平成05年） | 38,747           | 1.0%   |      | 24,299       | 62.7%        |                 | [ 大阪府 5 ]  |
| 1994年（平成06年） | 38,170           | -1.5%  |      | 23,990       | 62.9%        |                 | [ 大阪府 6 ]  |
| 1995年（平成07年） | 38,983           | 2.1%   |      | 24,460       | 62.7%        |                 | [ 大阪府 7 ]  |
| 1996年（平成08年） | 38,711           | -0.7%  |      | 24,424       | 63.1%        |                 | [ 大阪府 8 ]  |
| 1997年（平成09年） | 33,953           | -12.3% |      | 21,412       | 63.1%        |                 | [ 大阪府 9 ]  |
| 1998年（平成10年） | 32,222           | -5.1%  |      | 20,299       | 63.0%        |                 | [ 大阪府 10 ] |
| 1999年（平成11年） | 30,792           | -4.4%  |      | 19,289       | 62.6%        |                 | [ 大阪府 11 ] |
| 2000年（平成12年） | 29,756           | -3.7%  |      | 18,490       | 62.1%        |                 | [ 大阪府 12 ] |
| 2001年（平成13年） | 29,224           | -1.8%  |      | 18,020       | 61.7%        |                 | [ 大阪府 13 ] |
| 2002年（平成14年） | 28,451           | -2.6%  |      | 17,634       | 62.0%        |                 | [ 大阪府 14 ] |
| 2003年（平成15年） | 28,265           | -0.7%  |      | 17,575       | 62.2%        |                 | [ 大阪府 15 ] |
| 2004年（平成16年） | 27,971           | -1.0%  |      | 17,581       | 62.9%        |                 | [ 大阪府 16 ] |
| 2005年（平成17年） | 27,824           | -0.5%  |      | 17,445       | 62.7%        |                 | [ 大阪府 17 ] |
| 2006年（平成18年） | 28,318           | 1.8%   |      | 17,641       | 62.3%        |                 | [ 大阪府 18 ] |
| 2007年（平成19年） | 27,827           | -1.7%  |      | 17,253       | 62.0%        |                 | [ 大阪府 19 ] |
| 2008年（平成20年） | 25,940           | -6.8%  |      | 16,329       | 62.9%        |                 | [ 大阪府 20 ] |
| 2009年（平成21年） | 24,078           | -7.2%  |      | 15,317       | 63.6%        |                 | [ 大阪府 21 ] |
| 2010年（平成22年） | 23,582           | -2.1%  |      | 14,929       | 63.3%        |                 | [ 大阪府 22 ] |
| 2011年（平成23年） | 23,299           | -1.2%  |      | 14,467       | 62.1%        |                 | [ 大阪府 23 ] |
| 2012年（平成24年） | 23,293           | -0.0%  |      | 14,176       | 60.9%        |                 | [ 大阪府 24 ] |
| 2013年（平成25年） | 23,695           | 1.7%   | 38位 | 14,456       | 61.0%        | [ JR西日本 1 ]  | [ 大阪府 25 ] |
| 2014年（平成26年） | 23,742           | 0.2%   | 40位 | 14,242       | 60.0%        | [ JR西日本 2 ]  | [ 大阪府 26 ] |
| 2015年（平成27年） | 25,422           | 7.1%   | 34位 | 14,845       | 58.4%        | [ JR西日本 3 ]  | [ 大阪府 27 ] |
| 2016年（平成28年） | 25,759           | 1.3%   | 33位 | 15,003       | 58.2%        | [ JR西日本 4 ]  | [ 大阪府 28 ] |
| 2017年（平成29年） | 25,148           | -2.4%  | 35位 | 14,495       | 57.6%        | [ JR西日本 5 ]  | [ 大阪府 29 ] |
| 2018年（平成30年） | 25,082           | -0.3%  | 35位 | 14,566       | 58.1%        | [ JR西日本 6 ]  | [ 大阪府 30 ] |
| 2019年（令和元年） | 24,962           | -0.5%  | 38位 | 14,806       | 59.3%        | [ JR西日本 7 ]  | [ 大阪府 31 ] |
| 2020年（令和02年） | 19,008           | -23.9% | 40位 | 12,906       | 67.9%        | [ JR西日本 8 ]  | [ 大阪府 32 ] |
| 2021年（令和03年） | 19,397           | 2.0%   | 38位 | 12,554       | 64.7%        | [ JR西日本 9 ]  | [ 大阪府 33 ] |
| 2022年（令和04年） | 21,558           | 11.1%  | 39位 | 12,703       | 58.9%        | [ JR西日本 10 ] | [ 大阪府 34 ] |
| 2023年（令和05年） | 22,598           | 4.8%   | 38位 | 12,651       | 56.0%        | [ JR西日本 11 ] | [ 大阪府 35 ] |

### Osaka Metro
2024年11月12日の1日乗降人員は34,042人（乗車人員：17,319人、降車人員：16,723人）である。
各年度の特定日における利用状況は下表の通りである。なお1969・1995年度の調査については、それぞれ1970・1996年に行われている（会計年度上1969・1995年度となる）。
1995年度までの数値は中央線のみ。
| 年度               | 調査日   | 乗車人員 | 降車人員 | 乗降人員 | 出典          | 出典          |
| 年度               | 調査日   | 乗車人員 | 降車人員 | 乗降人員 | メトロ        | 大阪府        |
| ------------------ | -------- | -------- | -------- | -------- | ------------- | ------------- |
| 1967年（昭和42年） | 11月14日 | 3,423    | 2,550    | 2,973    |               | [ 大阪府 36 ] |
| 1968年（昭和43年） | 11月12日 | 7,418    | 6,108    | 13,526   |               | [ 大阪府 37 ] |
| 1969年（昭和44年） | 01月27日 | 10,355   | 9,336    | 19,691   |               | [ 大阪府 38 ] |
| 1970年（昭和45年） | 11月06日 | 12,882   | 11,494   | 24,376   |               | [ 大阪府 39 ] |
| 1972年（昭和47年） | 11月14日 | 13,196   | 10,770   | 23,966   |               | [ 大阪府 40 ] |
| 1975年（昭和50年） | 11月07日 | 14,424   | 13,150   | 27,574   |               | [ 大阪府 41 ] |
| 1977年（昭和52年） | 11月18日 | 14,140   | 12,639   | 26,779   |               | [ 大阪府 42 ] |
| 1981年（昭和56年） | 11月10日 | 15,732   | 14,458   | 30,190   |               | [ 大阪府 43 ] |
| 1985年（昭和60年） | 11月12日 | 15,725   | 14,619   | 30,344   |               | [ 大阪府 44 ] |
| 1987年（昭和62年） | 11月10日 | 17,330   | 16,244   | 33,574   |               | [ 大阪府 45 ] |
| 1990年（平成02年） | 11月06日 | 17,545   | 17,685   | 35,230   |               | [ 大阪府 2 ]  |
| 1995年（平成07年） | 02月15日 | 18,133   | 19,259   | 37,392   |               | [ 大阪府 7 ]  |
| 1998年（平成10年） | 11月10日 | 16,585   | 16,355   | 32,940   |               | [ 大阪府 10 ] |
| 2007年（平成19年） | 11月13日 | 15,456   | 14,868   | 30,324   |               | [ 大阪府 19 ] |
| 2008年（平成20年） | 11月11日 | 14,425   | 13,960   | 28,385   |               | [ 大阪府 20 ] |
| 2009年（平成21年） | 11月10日 | 13,505   | 13,024   | 26,529   |               | [ 大阪府 21 ] |
| 2010年（平成22年） | 11月09日 | 13,396   | 12,780   | 26,176   |               | [ 大阪府 22 ] |
| 2011年（平成23年） | 11月08日 | 13,832   | 13,600   | 27,432   |               | [ 大阪府 23 ] |
| 2012年（平成24年） | 11月13日 | 13,317   | 13,138   | 26,455   |               | [ 大阪府 24 ] |
| 2013年（平成25年） | 11月19日 | 13,988   | 14,137   | 28,125   | [ メトロ 1 ]  | [ 大阪府 25 ] |
| 2014年（平成26年） | 11月11日 | 14,533   | 14,199   | 28,732   | [ メトロ 2 ]  | [ 大阪府 26 ] |
| 2015年（平成27年） | 11月17日 | 16,099   | 15,989   | 32,088   | [ メトロ 3 ]  | [ 大阪府 27 ] |
| 2016年（平成28年） | 11月08日 | 16,102   | 16,128   | 32,230   | [ メトロ 4 ]  | [ 大阪府 28 ] |
| 2017年（平成29年） | 11月14日 | 16,296   | 15,890   | 32,186   | [ メトロ 5 ]  | [ 大阪府 29 ] |
| 2018年（平成30年） | 11月13日 | 17,548   | 17,037   | 34,585   | [ メトロ 6 ]  | [ 大阪府 30 ] |
| 2019年（令和元年） | 11月12日 | 17,074   | 16,399   | 33,473   | [ メトロ 7 ]  | [ 大阪府 31 ] |
| 2020年（令和02年） | 11月10日 | 13,840   | 13,103   | 26,943   | [ メトロ 8 ]  | [ 大阪府 32 ] |
| 2021年（令和03年） | 11月16日 | 13,388   | 13,353   | 26,741   | [ メトロ 9 ]  | [ 大阪府 33 ] |
| 2022年（令和04年） | 11月15日 | 14,447   | 14,264   | 28,711   | [ メトロ 10 ] | [ 大阪府 34 ] |
| 2023年（令和05年） | 11月07日 | 16,001   | 15,337   | 31,338   | [ メトロ 11 ] | [ 大阪府 35 ] |
| 2024年（令和06年） | 11月12日 | 17,319   | 16,723   | 34,042   | [ メトロ 12 ] |               |

### 1998年度の路線別データ
大阪市営地下鉄（現・Osaka Metro）ではかつて複数の地下鉄路線が連絡する駅について路線ごとの乗車人員・降車人員を発表していたが、長堀鶴見緑地線の京橋駅〜心斎橋駅間延伸が行われてから採集された路線別データは1998年度の分のみとなっている。
この時点では長堀鶴見緑地線のみの乗降人員は線内最少となっている。中央線の数字は堺筋本町駅・弁天町駅・本町駅に次いで線内4位。
| 年度               | 調査日   | 中央線   | 中央線   | 中央線   | 長堀鶴見緑地線 | 長堀鶴見緑地線 | 長堀鶴見緑地線 | 出典          |
| 年度               | 調査日   | 乗車人員 | 降車人員 | 乗降人員 | 乗車人員       | 降車人員       | 乗降人員       | 出典          |
| ------------------ | -------- | -------- | -------- | -------- | -------------- | -------------- | -------------- | ------------- |
| 1998年（平成10年） | 11月10日 | 14,183   | 13,754   | 27,937   | 2,402          | 2,601          | 5,003          | [ 大阪府 10 ] |

## 駅周辺
駅西側はオフィスや公共施設が多く、東側は医療機関が集積し大規模団地もある。

### 大阪環状線以西
- 大阪城公園
  - 大阪城 - 最寄の虎口は玉造口となる。
  - 大阪城野外音楽堂
  - COOL JAPAN PARK OSAKA
  - ピースおおさか
- 大阪市こども相談センター
- 森ノ宮ピロティホール
- 鵲森宮（森之宮神社）
- 玉造稲荷神社
- 大阪カテドラル聖マリア大聖堂
- サクラクレパス 本社
- ロイヤルホームセンター 森ノ宮店
- ビエラ森ノ宮
- もりのみやキューズモールBASE
- りそな銀行玉造支店 森ノ宮駅前出張所

### 大阪環状線以東
- 大阪府立健康科学センター
- 大阪府立公衆衛生研究所
- 大阪がん循環器病予防検診センター
- 社会医療法人大道会森之宮病院
- 森ノ宮PETクリニック
- 大阪府赤十字血液センター
- 大阪中央労働基準監督署
- UR都市機構 森之宮公団住宅
- NLC森の宮ビル（旧・近鉄森の宮ビル）
- JR西日本 吹田総合車両所森ノ宮支所
- 大阪市高速電気軌道 森之宮車両管理事務所（旧・森之宮車両工場）
- 大阪市高速電気軌道 森之宮検車場
- 大阪市環境局 森ノ宮工場
- 大阪市立森之宮小学校
- 餃子の王将森ノ宮店

### 大阪環状線駅南
- ビエラ森ノ宮
- ロイヤルホームセンター 森ノ宮店
- ホテルオークスアーリーバード大阪森ノ宮

## その他
- 大阪環状線を走行する列車の一部は、当駅で乗務員交代や時間調整を行う。
- 2016年3月23日から、JR西日本、大阪市高速電気軌道それぞれの改札内に、相手方の運行情報を表示するディスプレイが設置された。JR西日本設置のものは大阪市高速電気軌道、大阪市高速電気軌道設置のものはJR西日本、それぞれの内容が表示されている[22]。
- 大阪市内各所に「森之宮駅」表記の道路案内標識があるが、当駅はJR・Osaka Metroともに開業以来一貫して「森ノ宮駅」であり、誤記である。

### 新線計画
2022年11月16日に、大阪市高速電気軌道中央線森ノ宮駅から森之宮検車場までの線路を活用し、2025年に大阪公立大学のキャンパスが近隣に開設される計画に合わせた形で、同線の支線を新設して地上に新駅を開業する案が報道され、新駅の仮称として「大阪公立大学前」駅などが挙げられている。

## 隣の駅
西日本旅客鉄道（JR西日本）
 大阪環状線
■大和路快速・■区間快速・■関空快速・■紀州路快速・■快速・■直通快速・■普通
玉造駅 (JR-O05) - 森ノ宮駅 (JR-O06) - 大阪城公園駅 (JR-O07)
大阪市高速電気軌道 (Osaka Metro)
 中央線
谷町四丁目駅 (C18) - 森ノ宮駅 (C19) - 緑橋駅 (C20)
 長堀鶴見緑地線
玉造駅 (N19) - 森ノ宮駅 (N20) - 大阪ビジネスパーク駅 (N21)
- ( ) 内は駅番号を示す。

### 記事本文